# Osho Rajneesh
(Osho, This Very Body the Buddha, 1977)
Osho Rajneesh, o semplicemente Osho (Kuchwada, 11 dicembre 1931 – Pune, 19 gennaio 1990), è stato un mistico e maestro spirituale indiano, che acquisì seguito internazionale.
Nato Chandra Mohan Jain (hindi devanagari: चन्द्र मोहन जैन), fu noto come Acharya Rajneesh negli anni sessanta e poi come Bhagwan Shree Rajneesh negli anni settanta e ottanta, finché il 7 gennaio 1989 annunciò la volontà di adottare il nome di Osho Rajneesh, che poi ridusse a Osho (dalla pronuncia ˌəʊʃɪˈænɪk della parola inglese oceanic), in quanto per troppe persone l'epiteto Bhagwan conservava il significato di Dio.
Osho fu professore di filosofia fino al 1966, quando abbandonò la carriera accademica per girare il mondo come maestro spirituale. Le sue posizioni anticonformiste suscitarono scalpore e reazioni controverse. Affermò di aver vissuto, ventunenne, l'esperienza mistica dell'illuminazione. Iniziò a viaggiare per l'India, a tenere discorsi e a condurre campi di meditazione. Negli anni settanta creò un ashram a Pune, che arrivò a ricevere trentamila visitatori l'anno..
Nel 1981 si trasferì in Oregon dove fondò una comune che finì per collassare a causa di attività illegali commesse dai suoi esponenti di spicco, denunciate pubblicamente dallo stesso Osho. Nel 1986, duramente osteggiato dal governo statunitense, tornò in India dove le sue condizioni di salute subirono un drastico peggioramento, da lui attribuito a un avvelenamento messo in atto nelle carceri americane. Morì a Pune a cinquantotto anni.
I suoi insegnamenti sincretistici sono volti al risveglio spirituale dell'individuo ed enfatizzano l'importanza della libertà, dell'amore, della meditazione, dell'umorismo e di una gioiosa celebrazione dell'esistenza, valori che egli riteneva soppressi dai sistemi di pensiero imposti dalla società e dalle fedi religiose. Osho invitò l'uomo a vivere in armonia e in totale pienezza tutte le dimensioni della vita, sia quelle interiori che quelle esteriori, poiché ogni cosa è sacra ed espressione del divino.
Fautore di una ribellione fondata sul senso critico e sul rifiuto di accettare qualsiasi norma di vita o valore sociale solo perché comunemente condivisi, manifestò una forte avversione per le religioni organizzate e il mondo politico. Guru iconoclasta, considerava le tradizioni religiose più influenti come false credenze che reprimono l'uomo e ne ostacolano la ricerca del Vero.
Le sue idee ebbero un notevole impatto sul pensiero New Age occidentale – da cui tuttavia egli prese le distanze – e sulla controcultura ereditata dagli anni sessanta. La sua popolarità ha continuato ad aumentare dopo la sua morte.

## Biografia
(Osho, The Perfect Master, 1978)

### Infanzia e adolescenza (1931-1950)

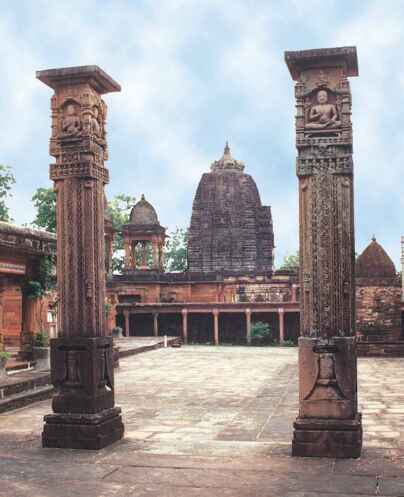
Ingresso di un tempio giainista nel Madhya Pradesh. La famiglia di Osho apparteneva a questa religione.

Osho nacque Chandra Mohan Jain (il maggiore di undici figli di un mercante di stoffe e di sua moglie) a casa dei nonni materni a Kuchwada, un piccolo villaggio nel Distretto di Raisen del Madhya Pradesh, in India Centrale, l'11 dicembre 1931. I suoi genitori, Babulal e Saraswati, giainisti della corrente Teranpanthi, lo lasciarono vivere coi nonni materni fino all'età di sette anni. Questi gli concessero una grande libertà senza imporgli alcuna educazione, esercitando così un'influenza intensa sul suo sviluppo caratteriale. Quando aveva sette anni il nonno morì e il piccolo Osho tornò a Gadarwara a vivere con i genitori. Il decesso del nonno, quello della cugina (e primo amore) Shashi, morta quindicenne di febbre tifoidea, e le previsioni di un astrologo (che gli presagì vita breve) ebbero un violento impatto su di lui.
Studente ribelle e formidabile oratore, si avvicinò all'arte (pittura, scrittura, fotografia) e a dodici anni divenne editore della rivista Prayas (Sforzo), scritta di suo pugno. In questa prima giovinezza Osho era antiteista, interessato all'ipnosi e aderì per breve tempo al socialismo e a due organizzazioni nazionaliste indiane: l'India National Army e il Rashtriya Swayamsevak Sangh. Tuttavia la sua appartenenza a tali organizzazioni fu di breve durata poiché egli si rifiutava di accettare qualsiasi disciplina, ideologia o sistema imposti dall'esterno.

### L'illuminazione e le prime comunità (1951-1969)
Nel 1951, all'età di diciannove anni, Osho intraprese i suoi studi presso Hitkarini College di Jabalpur. In seguito a conflitti con un insegnante si trasferì al D.N. College di Jabalpur. A causa della sua indole polemica gli venne concesso di non frequentare le lezioni (salvo in caso di esami); utilizzò il tempo libero per lavorare come aiuto-redattore per un giornale locale. Cominciò a parlare in pubblico durante l'incontro annuale del Sarva Dharma Sammelan, organizzato a Jabalpur dalla comunità giainista Teranpanthi (vi partecipò fino al 1968). Non volle sposarsi nonostante le pressioni dei genitori.
Il 21 marzo 1953, all'età di ventun anni, visse, stando alle sue parole, l'esperienza mistica dell'illuminazione mentre era seduto sotto un albero nel Giardino Bhanvartal a Jabalpur. Dopo aver completato il suo baccellierato in filosofia al D.N. Jain College nel 1955, si iscrisse all'università di Sagar dove conseguì un Master of Arts con lode in filosofia. Venne così assunto come docente al Raipur Sanskrit College, ma il vicepreside lo spinse a lasciare l'incarico e trasferirsi poiché riteneva il suo operato nocivo per l'educazione e la moralità degli studenti. Dal 1958 iniziò ad insegnare filosofia all'Università di Jabalpur, prima come 'lettore' e poi, nel 1960, come professore. Conferenziere di talento, venne acclamato dai suoi colleghi come un uomo dall'intelligenza eccezionale nonostante la formazione in una piccola città.
In concomitanza con il suo lavoro universitario, Osho iniziò a viaggiare per tutta l'India con il nome di Acharya Rajneesh (Acharya significa maestro, o guru, Rajneesh era un soprannome risalente all'infanzia), criticando apertamente il socialismo ("l'unica cosa che può socializzare è la miseria") e Gandhi, descritto come un socialista reazionario che adorava la povertà. Ciò di cui l'India aveva bisogno per prosperare era invece il capitalismo, la scienza, la tecnologia e il controllo delle nascite. Attaccò le religioni indiane ortodosse considerandole ormai superate e caratterizzate da una vuota ritualità, e le accusò di opprimere i seguaci con la paura della dannazione eterna e le promesse di redenzione. Queste posizioni lo resero una figura controversa ma gli assicurarono anche un seguito di fedelissimi che comprendeva ricchi mercanti e uomini d'affari. Offriva consulenze individuali sulla loro ricerca spirituale e la vita quotidiana in cambio di donazioni (prassi comune in India), e la sua attività crebbe rapidamente.
Nel 1962 si ritrovò a condurre dai tre ai dieci campi giornalieri di meditazione. Attorno al suo insegnamento nacquero i primi centri di meditazione, Jivan Jagruti Kendra, chiamati in seguito il "Movimento del Risveglio" (Jivan Jagruti Andolan). Dopo alcune controverse conferenze che tenne nel 1966, lasciò l'insegnamento universitario. Nel 1968, in una serie di conferenze che saranno pubblicate successivamente con il titolo "Dal sesso all'eros cosmico", scandalizzò i leader indù con le sue affermazioni su una maggiore accettazione della sfera sessuale e venne soprannominato dalla stampa indiana "Il guru del sesso".
L'anno successivo venne invitato (nonostante le perplessità di alcuni capi indù) alla Seconda Conferenza Mondiale sulla religione indù scatenando ulteriori polemiche e affermando che "qualsiasi religione che consideri questa vita come una valle di lacrime priva di significato incentivando pertanto l'odio verso questa esistenza, non potrà mai essere una vera religione. La religione è invece un'Arte che deve insegnare come godere della vita". Osho completò poi il suo discorso accusando i preti di pensare unicamente al proprio tornaconto e suscitando così le ire dello shankaracharya di Puri, che tentò invano di interrompere il suo intervento.

### A Bombay (1970-1974)

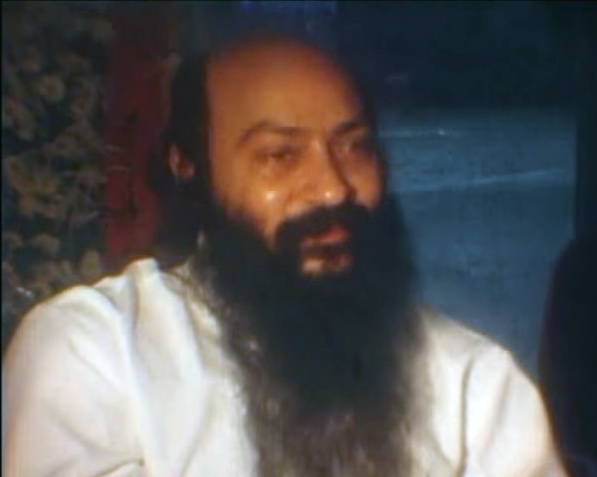
Rajneesh nel 1972

Durante una meditazione pubblica, nella primavera del 1970, Osho presentò per la prima volta il suo metodo di Meditazione Dinamica. Alla fine di giugno lasciò Jabalpur per Bombay. Il 26 settembre 1970 iniziò il suo primo gruppo di discepoli, detti “neo-sannyasin”, che in quanto tali dovevano assumere un nuovo nome e indossare vesti rosso-arancio (da cui il soprannome "gli arancioni") e il mālā, una collana di grani in legno con il ritratto del guru. Essi, tuttavia, erano invitati a seguire uno stile di vita celebrativo, non ascetico, e lui non chiedeva di essere venerato ma considerato un agente catalizzatore, “un sole che incoraggia il fiore ad aprirsi”.
Osho assunse come segretaria Ma Yoga Laxmi (Laxmi Thakarsi Kuruwa), figlia di uno dei suoi primi seguaci (un ricco giainista sostenitore del Partito del Congresso Nazionalista nella lotta per l'indipendenza indiana, strettamente legato a Gandhi, Nehru e Morarji Desai), che raccolse il denaro necessario per consentirgli di sospendere il continuo girovagare.
Nel dicembre 1970 si stabilì nei Woodlands Apartments di Bombay, dove teneva lezioni e riceveva spesso visitatori, tra cui i primi occidentali; viaggiava raramente e non parlava più in pubblico. Nel 1971 adottò il nome di “Bhagwan Shree Rajneesh”: Shree corrisponde all'incirca all'inglese 'Sir' e Bhagwan, che significa 'beato', è un termine tradizionale indiano che si usa per indicare un individuo in cui l'essenza divina è ormai evidente.

### L'ashram di Pune (1974-1981)

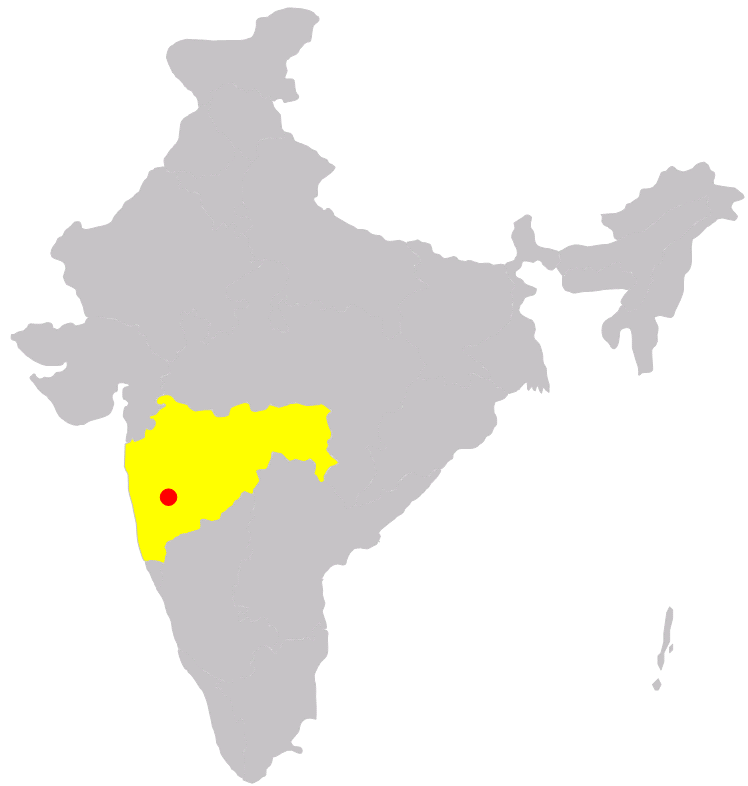
La città di Pune, situata nello stato indiano del Maharashtra, dove nel 1974 Osho fondò il suo ashram.

Il clima umido di Bombay gli procurò numerose allergie, l'asma bronchiale e si ammalò anche di diabete. Nel 1974, in occasione del ventunesimo anniversario del suo Risveglio, si spostò nel Koregaon Park a Pune in una proprietà acquistata, con l'aiuto di Ma Yoga Mukta, da Catherine Venizelos, un'ereditiera greca. Qui insegnò fino al 1981. Questo appezzamento – 24000 m² e due case adiacenti – divenne il nucleo di quello che è ora l'Osho International Meditation Resort. Si procedette alla registrazione audio e (in seguito) video, e alla stampa dei suoi discorsi per agevolarne la diffusione mondiale. Crebbe vertiginosamente il numero dei visitatori occidentali. L'ashram ben presto divenne un centro di “arti e mestieri” che produceva abiti, gioielli, ceramiche, cosmetici biologici e si organizzavano spettacoli teatrali e musicali. Nel 1975, con l'arrivo di alcuni terapisti dello Human Potential Movement, le meditazioni vennero integrate da terapie di gruppo (che divennero una delle principali fonti di reddito).
L'ashram di Pune era un luogo molto stimolante, con un'atmosfera intensa e carnevalesca. La giornata iniziava alle 6.00 del mattino con la Meditazione Dinamica. Alle 8.00, Osho teneva una lezione di un'ora-un'ora e mezzo nel “Buddha Hall auditorium” commentando scritti religiosi e rispondendo ai quesiti di visitatori e discepoli. Fino al 1981 alternò letture in lingua hindi con letture in inglese. Durante la giornata si svolgevano sedute meditative e terapiche, la cui intensità era dovuta al campo di energia spirituale (buddhafield) sprigionato da Osho. Nei darśana serali, Osho conversava individualmente con visitatori e seguaci, e procedeva all'iniziazione (sannyas) di nuovi discepoli. Per decidere a quali terapie partecipare, i visitatori consultavano Osho oppure procedevano in base alle proprie preferenze. Alcuni fra i primi gruppi di terapia erano sperimentali e consentivano scambi sessuali tra i partecipanti e aggressioni fisiche. Sui giornali iniziarono così ad apparire notizie contrastanti riguardo a ferite e lesioni riportate da alcuni soggetti durante lo svolgimento di sessioni di gruppo.
Secondo Richard “Dick” Price, all'epoca uno dei terapisti di punta dello Human Potential Movement e cofondatore dell'Esalen Institute, questi gruppi incoraggiavano gli individui ad “essere violenti” piuttosto che a “giocare a fare i violenti” (quest'ultima era la prassi nei centri U.S.A.); inoltre, a suo avviso, avvenivano “i peggiori errori di alcuni leader inesperti di gruppi Esalen”. Price ha abbandonato l'ashram di Pune con un braccio rotto dopo essere stato chiuso in una stanza per otto ore con individui armati di mazze di legno. Il suo collega Bernard Gunther se la cavò un po' meglio e scrisse un libro Dying for Enlightenment, ricco di fotografie e descrizioni liriche delle sedute meditative e delle terapie di gruppo. La violenza nelle terapie di gruppo cessarono nel gennaio 1979, quando l'ashram emise un comunicato stampa in cui dichiarava che la violenza “aveva ormai adempiuto al proprio scopo nell'ambito dell'ashram inteso come una comune in evoluzione spirituale”.

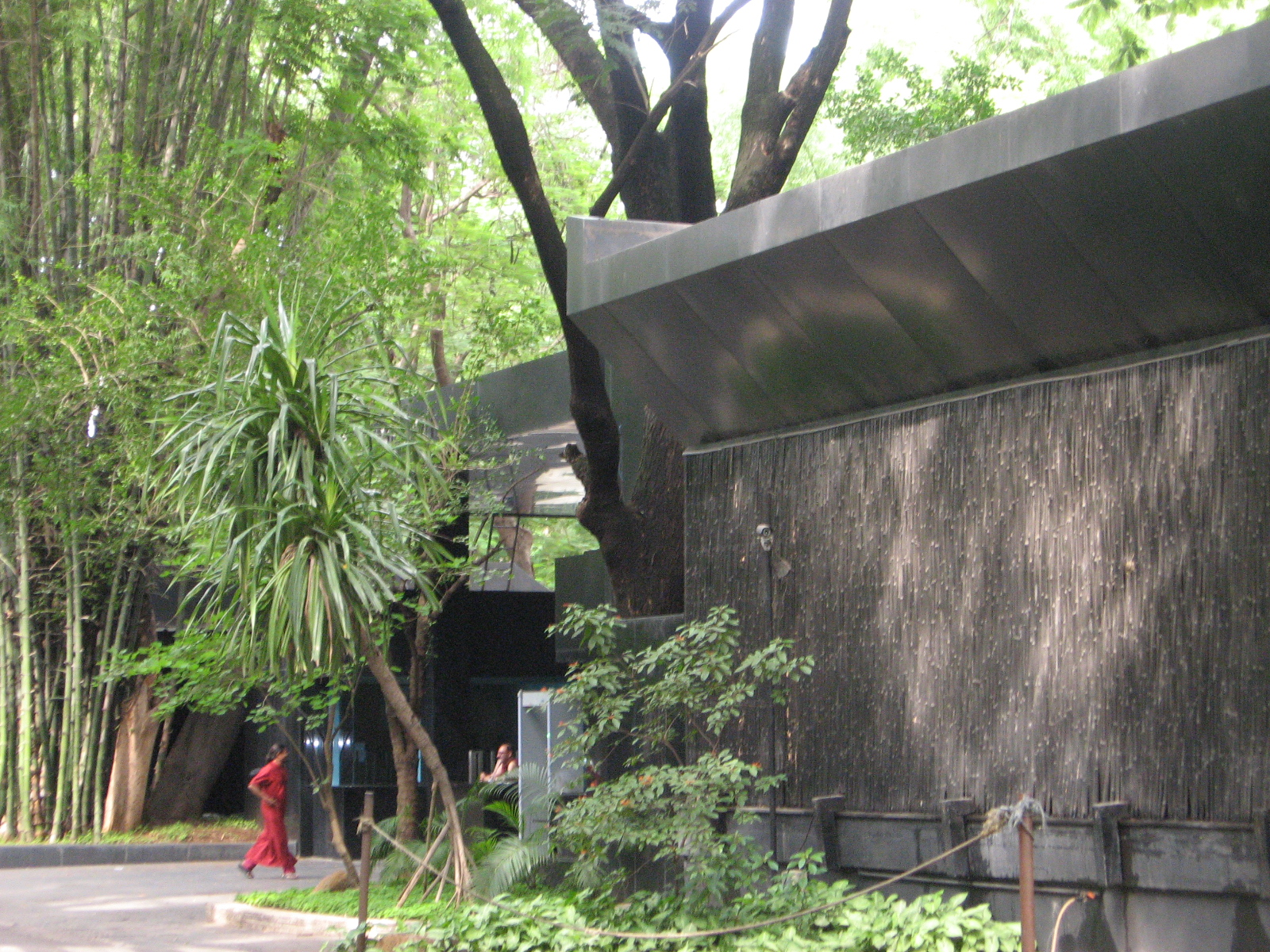
L'ashram di Pune (India).

I sannyasin, dopo mesi di meditazione e terapia, avevano la possibilità di applicarsi in alcuni lavori nell'ashram: un sistema appositamente ispirato a quello utilizzato nella comune creata da Gurdjieff in Francia nel 1930, che contemplava l'esecuzione di lavori faticosi non retribuiti e la scelta di supervisori dotati di una personalità irritante, allo scopo di stimolare i soggetti all'auto-osservazione e alla “trascendenza”. Parecchi discepoli vi restarono per anni. A compromettere l'immagine dell'ashram, oltre alle polemiche sui metodi di terapia, si aggiunsero le accuse sull'utilizzo di stupefacenti; alcuni sannyasin finanziavano i prolungati soggiorni in India con la prostituzione e il trasporto di droga. Qualcuno, molto tempo dopo, disse che, sebbene Osho non fosse direttamente coinvolto, era stato informato di tali attività e non si era opposto.
Alla fine degli anni settanta si iniziò a cercare uno spazio più esteso dove trasferire l'ashram. Vennero individuate: una proprietà situata nella provincia di Kutch nel Gujarat e due nel territorio montagnoso nell'India del nord. A causa di attriti fra Osho e il partito di Morarji Desai (il Janata party, che era al governo), non venne conferita l'autorizzazione per l'utilizzo del terreno e nemmeno il visto a tutti i visitatori stranieri che indicavano l'ashram di Osho come destinazione principale. Inoltre Desai annullò retroattivamente lo status di esenzione fiscale dell'ashram, che pertanto dovette pagare una tassa di circa 5 milioni di dollari. I conflitti con alcuni leader indù aggravarono la situazione.
Nel 1980 la tensione era così alta che la stessa Indira Gandhi, in passato alleata di Osho e nel frattempo ritornata al governo, si rifiutò di intercedere per lui. Nel maggio del 1980, Vilas Tupe, un giovane fondamentalista indù, attentò senza successo alla vita di Osho durante un discorso pubblico, affermando che a suo avviso Osho era un agente della CIA. Nel 1981 l'ashram riceveva ormai 30.000 visitatori l'anno, prevalentemente europei e statunitensi. Molti osservatori notarono un cambiamento nello stile dialettico di Osho: che sul finire degli anni settanta divenne sempre meno “intellettuale” e sempre più ricco di barzellette popolari o piccanti volte a spiazzare e divertire il pubblico. Dall'aprile 1981 al novembre 1984 Osho "entrò in silenzio": non parlava più pubblicamente e non teneva discorsi. Suppergiù in quel periodo Ma Anand Sheela (Sheela Silverman) sostituì Ma Yoga Laxmi come segretaria personale di Osho.

### La comune "Rajneeshpuram" in Oregon (1981-1985)

La cittadina di Antelope, situata in Oregon, nella Contea di Wasco. A pochi chilometri di distanza sorgeva il "Rajneeshpuram" di Osho.

Nel 1981 la tensione crescente nell'ashram di Pune, le polemiche e l'atteggiamento ostile delle autorità indiane convinsero Osho e la sua segretaria a spostarsi negli Stati Uniti. Secondo Susan J. Palmer la decisione “fu presa unilateralmente da Sheela”. Secondo Gordon, invece, Sheela e Osho avevano discusso di questa possibilità alla fine del 1980, sebbene non si fossero mossi fino al giugno 1981. Osho entrò negli Stati Uniti con un visto turistico, apparentemente per motivi sanitari, e trascorse diversi mesi in un centro di ritiro presso il castello di Kip a Montclair nel New Jersey. Gli era stata da poco diagnosticata un'ernia del disco, trattata in India da diversi medici tra cui James Cyriax dell'ospedale St. Thomas, un medico esperto in patologie del distretto muscolo-scheletrico e in iniezioni epidurali proveniente da Londra.

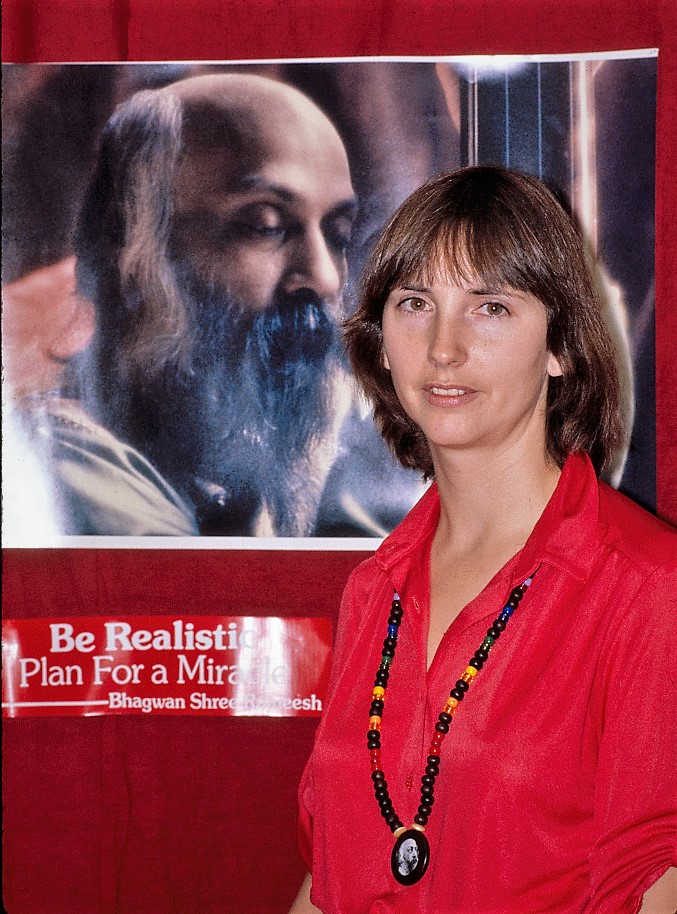
Shannon Jo Ryan, seguace del movimento Rajneesh e figlia del deputato Leo Ryan, assassinato nel 1978 dai membri del culto di Jim Jones.

Laxmi (la precedente segretaria di Osho) disse alla giornalista Frances FitzGerald di “non essere riuscita a trovare una nuova location adeguata alle esigenze e pertanto, a seguito dell'emergenza medica, il progetto passò in mano a Sheela”. In un comunicato ufficiale Sheela precisò che ormai Osho si trovava in pericolo in India; in America avrebbe ricevuto le cure mediche appropriate nel caso fosse stato necessario un intervento chirurgico. Nonostante le condizioni dichiaratamente gravi della sua salute, durante la sua permanenza negli States Osho non usufruì di trattamenti medici, il che portò l'Ufficio Immigrazione (INS) a sospettare che Osho avesse premeditato di restare lì. (In effetti sarà successivamente dichiarato colpevole di frode migratoria, comprese false dichiarazioni in merito alla sua domanda iniziale di visto).
Il 13 giugno 1981 il marito di Sheela, Swami Prem Chinmaya (Marc Harris Silverman), acquistò per 5,75 milioni di dollari il Big Muddy Ranch, un ranch di 64 000 acri vicino alla città di Antelope, che attraversava due contee dell'Oregon: Wasco e Jefferson. Il ranch fu ribattezzato “Rajneeshpuram” e in seguito “Rancho Rajneesh”, e Osho vi si trasferì il 29 agosto. La reazione della popolazione locale variò dalla tolleranza all'ostilità, a seconda della vicinanza al ranch, con una serie di battaglie legali soprattutto per l'utilizzo del territorio. Nel maggio 1982 i residenti del Rancho Rajneesh (circa 5 000) votarono per incorporare parte della proprietà (2 013 acri) come la Città di Rajneeshpuram. Il conflitto con i vicini divenne sempre più aspro, la comune fu oggetto di pressioni esterne; i suoi dirigenti avevano atteggiamenti sfrontati e aggressivi, e i continui cambiamenti dei progetti stabiliti erano percepiti come manovre fraudolente.

#### Il periodo di "silenzio"
A partire dal 1º maggio 1981 (preannunciandolo l'11 aprile) Osho si autoimpose un silenzio di tre anni e mezzo, dopo aver parlato quotidianamente per quasi 15 anni. In questo periodo vennero mostrati al pubblico i video con i suoi discorsi, che furono sostituiti anche da satsang, raduni silenziosi con musica e letture di opere mistiche (come Il Profeta di Khalil Gibran e l'Isha Upanishad). Passò il suo tempo perlopiù in isolamento; comunicava solo con pochi discepoli chiave, tra cui Sheela e la sua compagna Ma Yoga Vivek (Christine Woolf). Osho viveva in una roulotte vicino a una piscina coperta; vedeva la maggior parte dei discepoli che si disponevano sul lato della strada durante le sue lente guide giornaliere; era noto per le numerose Rolls-Royce acquistate; ufficialmente ne possedeva 93 e questo fece di lui il più grande proprietario di Rolls-Royce al mondo in quel periodo (i suoi discepoli avevano in progetto di estendere la collezione a 365 auto: una per ogni giorno dell'anno). La comune divenne ben presto una vera cittadina con sistema fognario e telefonico, una rete di trasporto pubblico, un ufficio postale, una banca, una stazione di polizia, vigili del fuoco, centri commerciali, hotel di lusso, un ristorante, un casinò e un piccolo aeroporto. Durante i festival annuali vi accorrevano fino a 15 000 discepoli da tutto il mondo. Il sistema di produzione agricola era all'avanguardia, veniva riciclato il 70% di tutto ciò che era utilizzato e per i primi due anni i media locali manifestarono apprezzamento per la comunità.

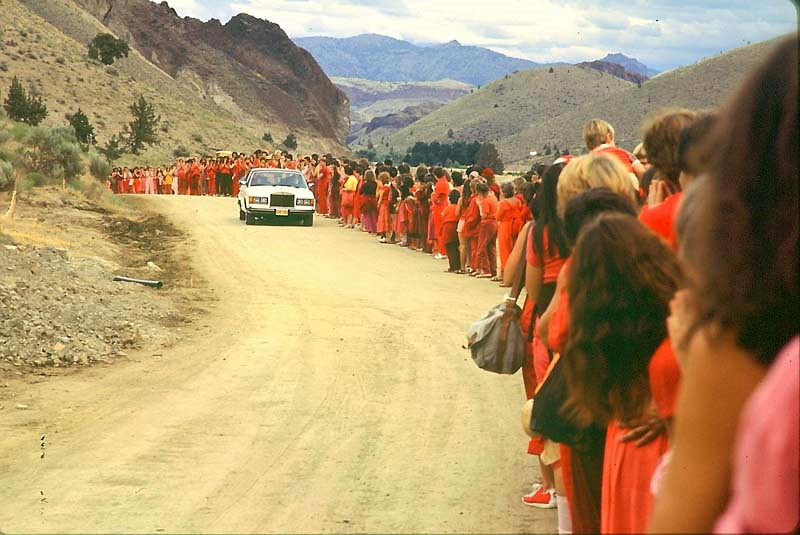
Osho alla guida di una Rolls-Royce salutato dai sannyasin nel 1982.

Nel 1981 Osho conferì a Sheela un limitato potere di rappresentanza, eliminando i limiti l'anno successivo. Nel 1983 Sheela annunciò che da quel momento in avanti Osho avrebbe parlato solo con lei. In seguito Osho disse che ne era all'oscuro. Molti sannyasin espressero dubbi sul fatto che Sheela potesse rappresentare adeguatamente Osho e lasciarono il Rajneeshpuram in segno di protesta per la sua leadership autocratica. Diversi sannyasin residenti senza cittadinanza statunitense incontrarono difficoltà per il visto, che alcuni cercarono di ottenere con matrimoni di convenienza. Gli amministratori della comune cercarono di risolvere i problemi di immigrazione di Osho dichiarandolo il capo di una religione, il Rajneeshismo. Nel novembre 1981 Osho chiese lo status di residente in quanto svolgente attività religiosa, ma la sua domanda venne respinta con la motivazione che non poteva guidare una religione mentre era malato e in silenzio. Tale decisione venne in seguito rovesciata a causa di violazioni procedurali. Il permesso di Osho di rimanere come leader religioso venne concesso nel 1984.
Nel corso degli anni in Oregon, Osho affermò che il mondo avrebbe potuto essere distrutto da una guerra nucleare (o altri disastri) nel 1990. Già nel 1964 egli disse che “la terza e ultima guerra è ormai vicina”, facendo spesso riferimento alla necessità di creare una “nuova umanità” per evitare il suicidio globale (parlò di una “Arca di Noè della consapevolezza”, da qui l'urgenza di costruire la comune). Nel marzo 1984 Sheela annunciò che Osho aveva predetto la morte di due terzi dell'umanità per AIDS, i sannyasin erano dunque tenuti ad indossare guanti e preservativi durante il rapporto sessuale: la stampa ritenne eccessive tali misure poiché all'epoca non erano ancora raccomandati i preservativi per la prevenzione dell'AIDS. Durante le cure odontoiatriche, Osho dettò tre libri: Bagliori di un'infanzia dorata, Appunti di un folle e I libri che ho amato.
Nell'autunno del 1984 la comune favorì l'ingresso di centinaia di senzatetto nel tentativo (fallito) di registrarli per il voto alle imminenti elezioni della contea. Quando ciò venne contestato, dette persone furono rilasciate a spese dello Stato nelle rispettive città di provenienza. Dopo che gli sforzi per costituire una città fallirono, i residenti del ranch tentarono di acquisire la piccola città di Antelope, in Oregon (46 abitanti nel 2010). Il 18 settembre 1984 lo Statuto di Antelope venne emendato con un voto di 57 a 22 per cambiare il nome della città in “Rajneeshpuram” (Città di Rajneesh). Osho insegnò a Sheela come utilizzare i media a proprio vantaggio; durante il periodo in cui si chiuse in silenzio disse privatamente che Sheela parlava a suo nome. La appoggiò nelle discussioni in merito al suo comportamento con la leadership della comune, ma nella primavera del 1984 (quando la tensione all'interno di quella ristretta cerchia raggiunse il culmine) venne convocato un incontro tra Sheela e il suo staff. Secondo la testimonianza di Swami Devageet (Charles Harvey Newman), lei venne rimproverata prima degli altri. Osho dichiarò che il centro della comune era la sua casa e non quella di lei, e disse inoltre di aver avvertito che chiunque vicino a lui sarebbe stato un possibile obiettivo per Sheela.

#### L'attacco batteriologico e l'espulsione dagli Stati Uniti
Il 30 ottobre 1984 Osho interruppe il suo periodo di “silenzio” annunciando che era giunto il momento di “dire le sue verità”. Nel luglio 1985 riprese i discorsi pubblici quotidiani (contro la volontà di Sheela, dichiarò alla stampa). Il 16 settembre 1985, due giorni dopo che Sheela e il suo gruppo dirigente avevano lasciato la comune per andare in Europa, Osho tenne una conferenza stampa in cui descrisse Sheela e i suoi collaboratori come una “banda di fascisti” che avevano “trasformato la comune in un campo di concentramento”. Li accusò di una serie di gravi reati (in gran parte risalenti al 1984) e invitò le autorità ad indagare. Dal canto suo, Sheela sostenne di aver lasciato la comune perché non poteva più sopportare le esigenze di Rajneesh riguardanti le Rolls Royce e gli orologi costosi.
I reati ipotizzati (che Osho dichiarò commessi a sua insaputa e senza il suo consenso) includevano: il tentato omicidio del suo medico, avvelenamenti di pubblici ufficiali, intercettazioni telefoniche e intercettazioni ambientali all'interno della comune e in casa sua, e un attacco bioterroristico ai cittadini di The Dalles, Oregon (usando la salmonella) per influenzare le elezioni distrettuali. Inizialmente le sue accuse vennero accolte con scetticismo dagli osservatori esterni, ma una successiva indagine delle autorità statunitensi le confermò. Sheela e diversi collaboratori ammisero le loro responsabilità per l'accusa di tentato omicidio e violenza privata, sebbene in seguito lei abbia tentato di negare il bioattentato. Sheela fu arrestata in Germania Ovest il 28 ottobre, estradata in Oregon e condannata a 20 anni e alla multa di 470 000 dollari. Scontò due anni e mezzo in una prigione federale di Pleasanton, venne rilasciata per buona condotta e riuscì a rifugiarsi in Svizzera (paese di cui ha la cittadinanza per matrimonio) nel 1989, dove lavorò come badante. Un altro sannyasin la accusò di aver praticato l'eutanasia sul suo primo marito, malato di AIDS, ma per questo non fu processata. Negli anni 2010 e 2020 è stata intervistata per alcuni documentari, tra cui Wild Wild Country di Netflix, dai quali si evince che è ancora residente in Svizzera, dove ha fondato a Maisprach una piccola casa di cura per anziani con demenza o non autosufficienti e per disabili intellettivi, senza scopo di lucro e finanziata dalla pubblica assistenza; appare ancora devota alla figura di Rajneesh (come risulta anche dalle sue pagine social e nonostante fosse stata ripudiata dal guru) e sostiene che all'epoca agì in quel modo per difendere la comune dagli attacchi dei cittadini di Antelope. Nel 2022 ha dato alle stampe la propria autobiografia difensiva, Be My Own Rules.
Il 30 settembre 1985 Osho affermò di non essere un capo religioso e disse che il "Rajneeshismo" era sorto senza il suo permesso; ordinò pertanto ai discepoli di bruciare le 5 000 copie del Libro del Rajneeshismo (una raccolta di suoi insegnamenti che definivano il Rajneeshismo "una religione senza religione"), di cui disconobbe la paternità affermando che fosse un'iniziativa di Sheela. Disse inoltre che non era più necessario indossare le vesti rosse e la collana con la sua immagine. Osho spiegò che aveva ordinato la distruzione del libro per liberare il movimento dalle ultime tracce dell'influenza di Sheela, i cui abiti vennero “aggiunti al falò”. L'attacco di salmonella è stato il primo caso confermato di terrorismo chimico (o biologico) negli Stati Uniti. Osho dichiarò che, poiché si era ritirato in silenzioso isolamento (incontrandosi solo con Sheela), non era venuto a conoscenza dei crimini commessi dalla dirigenza del Rajneeshpuram finché Sheela e la sua "banda" non se n'erano andati e i sannyasin non si erano fatti avanti per informarlo.
Alcuni commentatori hanno detto che, a loro avviso, Sheela venne usata come capro espiatorio. Altri invece hanno fatto notare che, sebbene Sheela abbia spiato le abitazioni di Osho e messo quelle registrazioni a disposizione delle autorità degli Stati Uniti come parte del suo patteggiamento, non è venuta alla luce nessuna prova che Osho fosse partecipe dei suoi crimini. Tuttavia Gordon riporta che Charles H. Turner, David Frohnmayer e altri funzionari di polizia (che visionarono dichiarazioni mai rilasciate pubblicamente e ascoltarono centinaia di ore di registrazioni su nastro) lasciarono intendere che Osho fosse colpevole di altri reati rispetto a quelli per cui venne processato. Frohnmayer affermò che la filosofia di Osho non era di "disapprovare l'avvelenamento" e sentiva che Osho e Sheela erano "veramente malvagi". In seguito, in una conferenza stampa, Charles H. Turner, procuratore generale dell'Oregon, ammise che non esisteva nessuna prova che collegasse Osho a qualcuno dei crimini commessi e pertanto non lo si poteva ritenere complice degli stessi: si decise allora di venirne a capo in maniera indiretta.
Secondo la testimonianza in tribunale di Ma Ava (Ava Avalos), un discepolo di primo piano, Sheela fece ascoltare la registrazione audio di un incontro avuto con Osho in cui il guru avrebbe detto che era necessario “uccidere gente per restare in Oregon” e avrebbe inoltre elogiato la figura di Adolf Hitler affermando che “ebbe una grande visione”. L'ex discepola Ma Anand Deeksha (Maria Grazia Mori) ha dichiarato, da parte sua, che Osho era diventato "un megalomane" rispetto ai tempi di Pune. L'avvocato personale di Osho, Philip Niren Toelkes, ha scritto nel 2021 che Sheela stralciò alcuni discorsi di Osho e ne alterò il contenuto per sostenere le proprie tesi e condizionare gli altri seguaci, dicendo loro che se fosse stato necessario avrebbero dovuto mentire allo stesso guru.
Nei suoi discorsi pubblici e nelle interviste, Osho ha sempre definito Hitler “un idiota”, "un essere perverso" (seppur dotato di grande carisma); e in un'occasione sostenne che fosse "manovrato da forze occulte". Sheela tentò di uccidere la fidanzata e sorvegliante personale di Osho, Ma Yoga Vivek, e il suo medico Swami Devaraj (George Meredith) perché sentiva che erano una minaccia per Osho; aveva segretamente registrato una conversazione tra Devaraj e Osho "in cui il medico accettava di ottenere i farmaci che il guru voleva per garantirgli una morte serena se avesse deciso di togliersi la vita”.

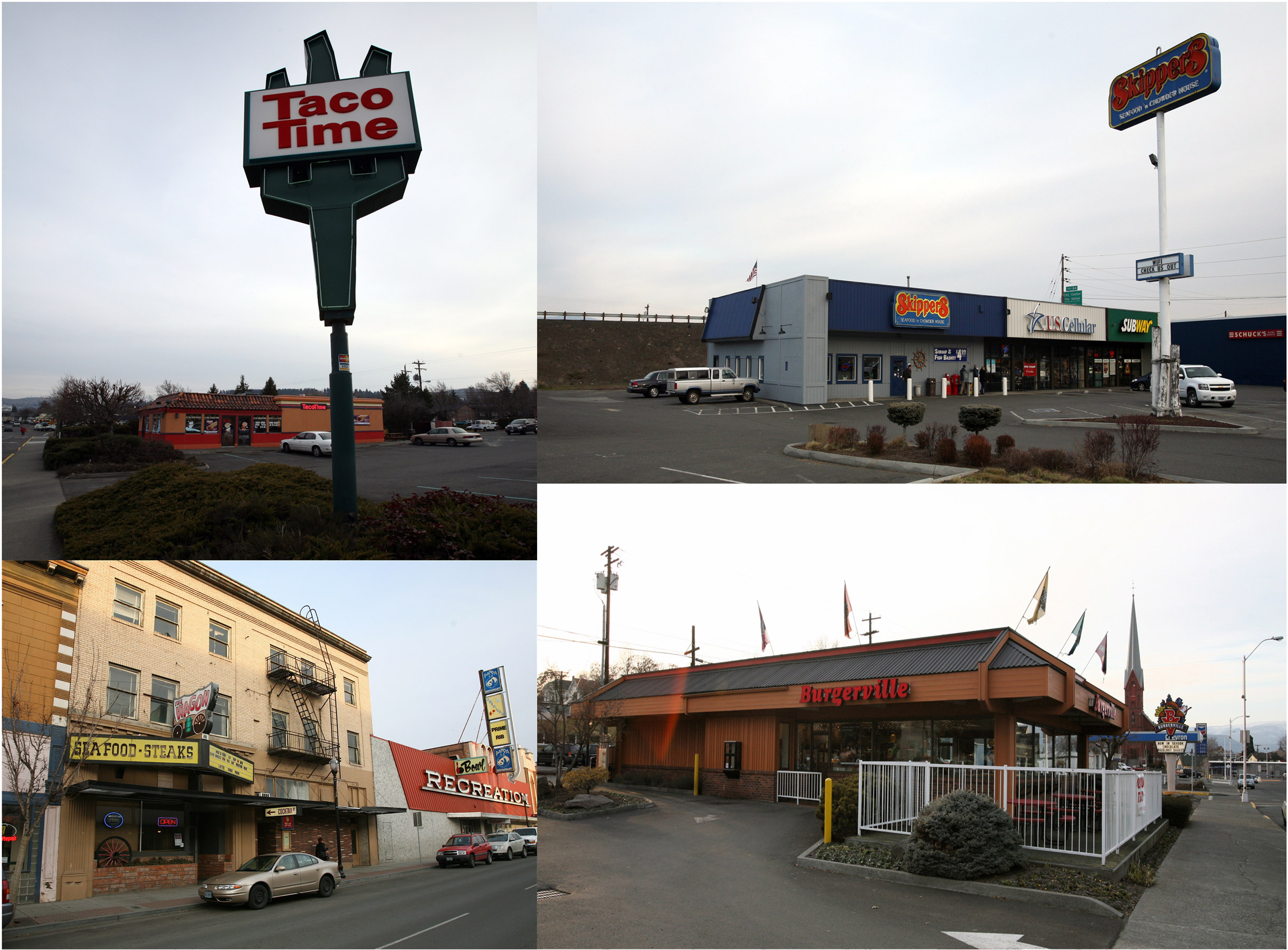
Quattro dei ristoranti a The Dalles colpiti dall'attacco bioterroristico nel 1984.

Il 23 ottobre 1985 un gran giurì federale formulò 35 capi d'accusa a carico di Osho e molti altri discepoli per il tentativo di eludere le leggi sull'immigrazione. L'atto d'accusa fu emesso a porte chiuse, ma la notizia giunse all'avvocato di Osho. I negoziati per consentire ad Osho di arrendersi alle autorità a Portland, in caso di mandato di arresto, fallirono. Le voci di un intervento della Guardia Nazionale e del previsto arresto forzato di Osho provocarono tensioni e paura di violenze. Sulla base delle registrazioni audio di Sheela, le autorità in seguito dichiararono la loro convinzione che ci fosse un piano che prevedeva uno scudo umano di donne e bambini sannyasin qualora le autorità avessero cercato di arrestare Osho nella comune.
Il 28 ottobre 1985 Osho e un ristretto numero di discepoli furono arrestati all'aeroporto di Charlotte, nel Nord Carolina, a bordo di due Learjet noleggiati che erano atterrati per rifornirsi di carburante dopo il decollo dall'Oregon. Secondo le autorità federali il gruppo era in viaggio verso le Bermuda per evitare il processo. Sul velivolo vennero trovati 58mila dollari in contanti e trentacinque orologi (del valore di un milione di dollari). Osho, a detta di tutti, non era stato informato dell'imminente arresto o del motivo del viaggio. L'incarcerazione di Osho e il trasferimento per tutto il paese divennero uno spettacolo pubblico. Fu mostrato in catene e trattenuto in Carolina del Nord, Oklahoma e Portland. I funzionari sfruttarono il termine massimo consentito dalla legge per trasferirlo dal North Carolina a Portland per la lettura dei capi d'imputazione, e così nell'arco di dodici giorni Osho passò per ben sei prigioni differenti. Osho dichiarò che il governo statunitense si era comportato in maniera fascista, l'aveva umiliato in carcere, nonché avvelenato nel periodo di detenzione.
Dopo essersi inizialmente dichiarato non colpevole di tutte le accuse ed essere stato rilasciato su cauzione, su consiglio dei suoi avvocati Osho accettò un Alford Plea (una forma di patteggiamento in cui l'imputato non ammette la sua colpevolezza ma afferma che ci potrebbero essere prove sufficienti per condannarlo) per l'accusa di false dichiarazioni sul visto d'ingresso nel 1981 e per quella di violazione delle leggi sull'immigrazione (ossia l'organizzazione di matrimoni fittizi tra sannyasin per l'ottenimento della residenza statunitense). In base all'accordo fra i suoi avvocati e l'ufficio del Procuratore degli Stati Uniti, fu condannato a 10 anni con sospensione condizionale e a una sanzione di 400 000 dollari tra multe e spese processuali. Accettò inoltre di lasciare gli Stati Uniti e di non ritornare per almeno cinque anni senza il permesso del Procuratore generale degli Stati Uniti.
Osho considerava tutta la faccenda come un complotto contro di lui e le sue idee ordito dai fondamentalisti cristiani e dal mondo politico, e affermò che il governo statunitense aveva predisposto un piano per assassinarlo se non avesse accettato il compromesso proposto ai suoi avvocati. Il 6 novembre 1985 gli abitanti rimasti, sia quelli originali che i residenti del ranch, votarono 34 a 0 per ripristinare il nome originale della cittadina di Antelope, che non era mai stato modificato dal Servizio Postale ma che era stato cambiato e successivamente ripristinato dal Geographical Names Board statunitense. Il ranch, che dista 29 km da Antelope, appartiene ora alla Young Life (associazione cristiana) ed è stato convertito in un campo chiamato “Washington Family Ranch”.

### Il ritorno a Pune (1986-1990)

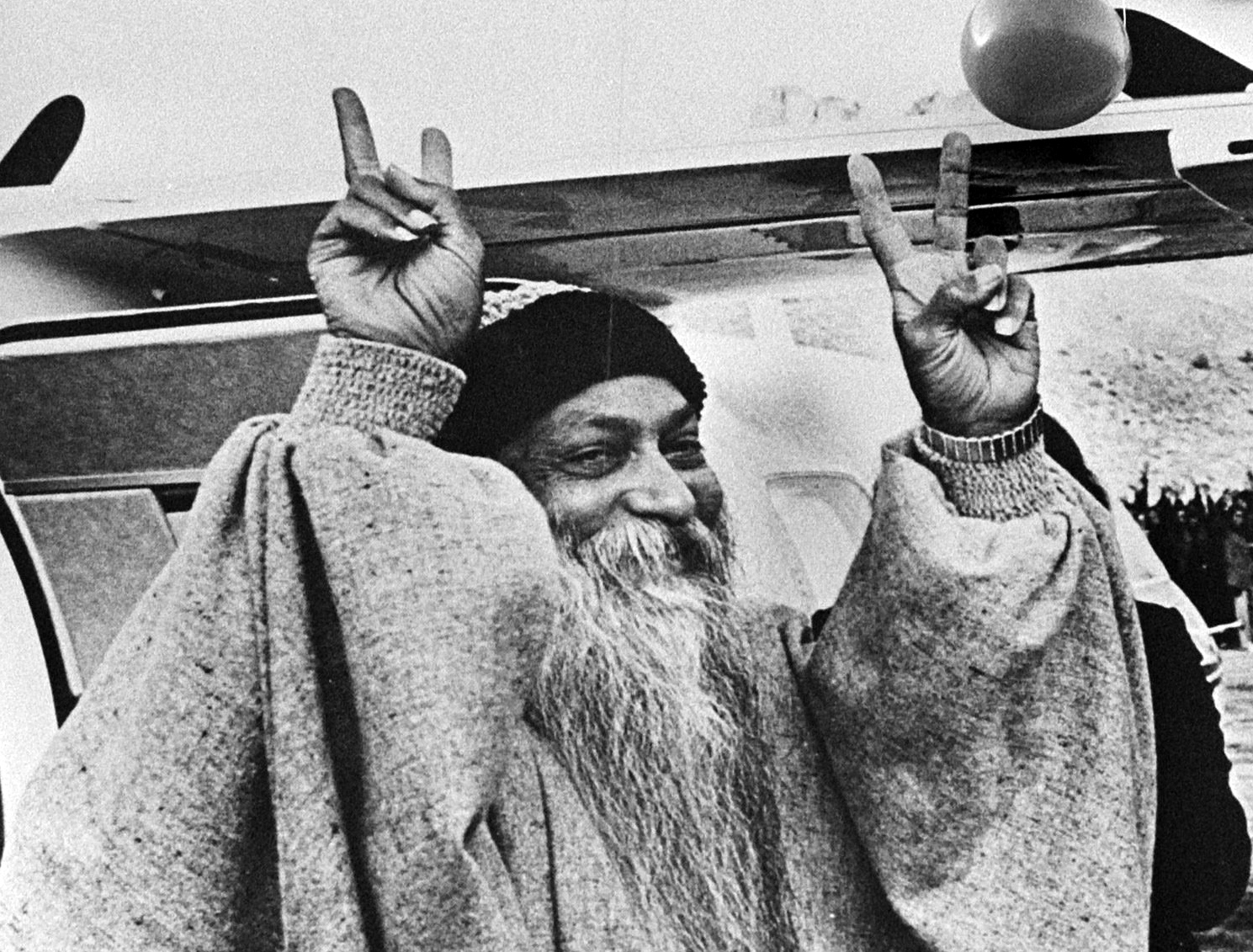
Osho in una foto dei primi anni '80

Osho lasciò gli Stati Uniti e tornò in India, dopo che numerosi paesi gli avevano rifiutato l'ingresso. Sbarcò a Delhi il 17 novembre 1985. Fu accolto come un eroe dai discepoli indiani e denunciò gli Stati Uniti affermando che fossero un “mostro” da tenere a bada per il bene di tutti. Restò sei settimane nella regione dell'Himachal Pradesh. Quando i non indiani del suo gruppo si videro revocato il visto d'ingresso, si trasferì a Kathmandu (Nepal) e un paio di settimane più tardi a Creta. Arrestato dai servizi segreti greci (KYP) pochi giorni dopo, volò per Ginevra, Stoccolma e Londra-Heathrow; ma ogni volta gli venne rifiutato l'ingresso. Quando il Canada gli negò il permesso di atterrare, il suo aereo tornò all'aeroporto di Shannon, in Irlanda, per fare rifornimento. Gli fu concesso di rimanere per due settimane in un albergo a Limerick, a condizione che non uscisse o facesse discorsi. A Osho venne concessa una carta d'identità uruguayana, una residenza provvisoria di un anno e la possibilità di residenza permanente, così il gruppo si mise in viaggio, fermandosi a Madrid (dove l'aereo venne circondato dalla Guardia Civile). Gli fu consentito di trascorrere una notte a Dakar prima di proseguire per Recife e Montevideo.
In Uruguay il gruppo si trasferì in una casa a Punta del Este; Osho riprese a parlare pubblicamente fino al 19 giugno, quando fu "invitato ad andarsene" senza un motivo ufficiale. Ottenne un visto di due settimane per la Giamaica, ma al suo arrivo a Kingston la polizia gli concesse 12 ore per andare via. In questo “giro del mondo” ben 21 paesi nell'arco di otto mesi gli negarono l'ingresso o lo espulsero subito dopo il suo arrivo, anche a causa delle forti pressioni diplomatiche esercitate dell'amministrazione Reagan. L'Italia (governo Craxi II), dopo un rifiuto del Ministro dell'Interno Oscar Luigi Scalfaro, gli concesse il visto (inizialmente di 10 giorni, con gravi restrizioni; poi di 2 mesi) dopo la mobilitazione di seguaci, intellettuali e politici (fra cui Marco Pannella, Andrea Valcarenghi, Federico Fellini, Giorgio Gaber, Mauro Rostagno, Liliana Cavani, e altri) ma il guru si era ormai stabilito in India. Fatto rifornimento a Gander (Canada) e Madrid, Osho fece infatti ritorno a Bombay il 30 luglio 1986. Anche negli anni seguenti, il Partito Radicale con diversi esponenti (Pannella, Valcarenghi, Gianfranco Spadaccia, Sergio Stanzani) tentò ancora di far ottenere il visto d'ingresso a Osho nel 1988, definendolo un perseguitato politico "confinato" e paragonandolo ai refusenik ebrei.

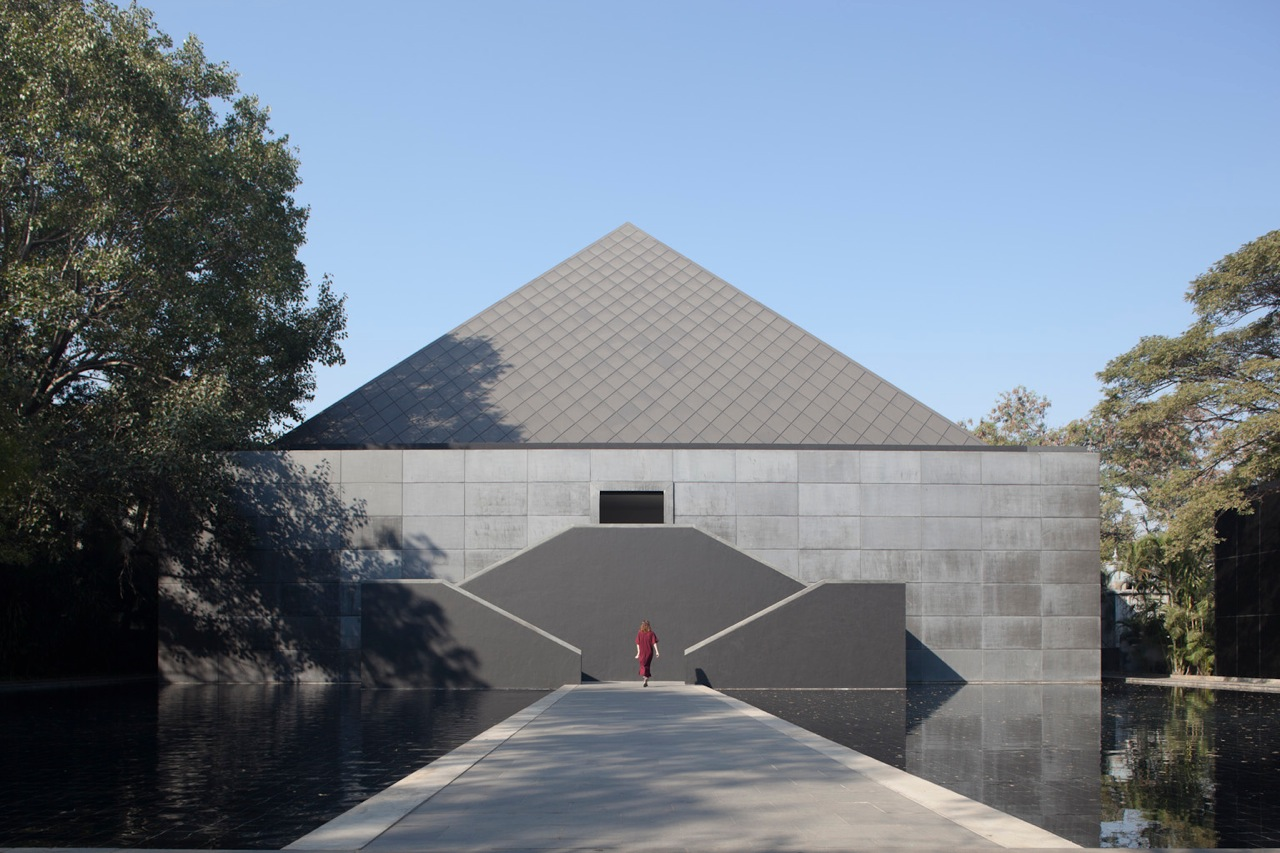
Auditorium dell'Osho International Meditation Resort di Pune.

Il 4 gennaio 1987 Rajneesh tornò all'ashram di Pune, dove teneva discorsi serali quotidiani quando la sua salute glielo permetteva. Le pubblicazioni e le terapie ripresero; l'ashram si estese in una "Multiversità dell'Essere", in cui la terapia era un ponte verso la meditazione. Osho ideò nuovi metodi di “terapia meditativa” (come la “Rosa Mistica”) e iniziò a condurre meditazioni durante i suoi discorsi dopo più di dieci anni. I suoi discepoli occidentali non fondarono grandi comunità, preferendo una vita indipendente. Le vesti rosso-arancio e il mālā vennero in gran parte abbandonate (erano facoltative dal 1985). Gli abiti marroni nell'ashram vennero reintrodotti nell'estate del 1989, con vesti bianche da indossare per la meditazione serale e vesti nere con fasce bianche per i capigruppo.
Nel novembre 1987, Osho dichiarò che il peggioramento della sua salute (nausea, affaticamento, neuropatie periferiche dolorose e bassa resistenza alle infezioni) era dovuto a un avvelenamento perpetrato dalle autorità statunitensi quando era in carcere. Sulla base di apposite analisi, i medici e il suo ex avvocato Philip J. Toelkes (Swami Prem Niren) ipotizzarono radiazioni e un avvelenamento da tallio (attraverso un materasso contaminato, poiché i sintomi erano sul fianco destro del corpo), ma non fornirono prove certe. L'avvocato statunitense e procuratore dell'Oregon Charles H. Hunter parlò di "totale fantasia"; altri suggerirono che i sintomi fossero causati da infezione da HIV, diabete di tipo 2 con complicazione neuropatica (in un discorso Osho stesso affermò di essere diabetico), avvelenamento da mercurio (a causa di otturazioni dentali) o stress cronico. Sheela dichiarò che Osho assumeva 60 milligrammi di Valium (Diazepam) al giorno ed era dipendente dal protossido di azoto (gas esilarante) come cura per la sua asma, ma lui negò queste accuse quando venne interrogato dalla stampa. L'ex discepolo Christopher Calder disse che Rajneesh soffriva fin dai 30 anni di diverse patologie come una sindrome da fatica cronica o encefalomielite mialgica, asma, diabete di tipo 1, ipotensione ortostatica, neuropatia autonomica e gravi allergie, e una cardiopatia derivata da queste patologie, e in carcere avrebbe subìto i sintomi di una
crisi di astinenza da benzodiazepine.
Dall'inizio del 1988, i discorsi di Osho si focalizzarono esclusivamente sullo Zen. Alla fine di dicembre dichiarò che non intendeva più essere chiamato "Bhagwan Shree Rajneesh"; nel febbraio 1989 assunse il nome di "Osho Rajneesh", che ridusse a "Osho" nel mese di settembre. La sua salute continuò ad aggravarsi. Tenne il suo ultimo discorso pubblico nell'aprile del 1989, da allora restò in silenzio assieme ai suoi seguaci. Poco prima della sua morte, Osho insinuò che uno o più membri del pubblico delle riunioni serali lo stessero sottoponendo a una forma di magia maligna. Venne effettuata una ricerca che non ebbe alcun esito.

### Morte
Osho morì alle 17 del pomeriggio del 19 gennaio 1990 a 58 anni per insufficienza cardiaca, come indicato nel certificato medico. Cremato, le sue ceneri sono state collocate nella sua camera da letto di recente costruzione nella Lao Tzu House dell'ashram di Pune, oggi divenuta la sala che ospita il sepolcro. L'epitaffio recita: 
 Il suo ashram è oggi l'Osho International Meditation Resort.

## L'insegnamento
(Lao Tzu, Tao Te Ching)
Gli insegnamenti di Osho, forniti attraverso i suoi innumerevoli discorsi, non erano espressi in forma accademica ma con una facondia che molti trovavano suggestiva ed inframezzati da barzellette. Il loro contenuto non era statico ma mutava nel tempo. Osho gioiva del paradosso e della contraddizione, rendendo il suo lavoro difficile da riassumere. Si dilettava nell'assumere atteggiamenti apparentemente in contrasto con l'immagine tradizionale di un individuo illuminato. Era noto per il suo umorismo e il rifiuto di prendere qualcosa sul serio. Affermava che il rapporto maestro-discepolo non fosse che "una commedia", uno stratagemma utile per il risveglio spirituale. Questo comportamento volubile e spiazzante era giustificato come “una tecnica per la trasformazione” diretta a spingere le persone “oltre la mente”. Forte di un'erudizione sterminata (la sua biblioteca personale contava circa 80 000 libri), Osho parlò delle principali tradizioni spirituali (compreso l'induismo, il sufismo, il chassidismo, il tantrismo, il taoismo, il buddhismo, lo zen e il cristianesimo), di una varietà di mistici e pensatori occidentali e orientali, e delle sacre scritture come le Upanishad, i testi buddhisti e i Vangeli.
Secondo il sociologo Lewis F. Carter le sue idee affondano le radici nella scuola Advaita Vedānta induista, di impostazione non-dualista, dove le esperienze umane di separatezza, dualità e temporalità sono ritenute una danza (o gioco) della coscienza cosmica (līlā) in cui tutto è sacro, ha valore assoluto ed intrinseco. Si tratta di una visione le cui origini risalgono, a loro volta, ai testi delle Upanishad (IX-VI sec. a.C., facenti parte dell'antichissima tradizione vedica) che affermano l'esistenza di un unico Principio supremo, eterno e puro, come fondamento di ogni cosa, e l'identità tra l'anima e il Divino: stadio di un'estasi nell'assoluto che richiama peraltro la concezione buddhista e quella taoista. Sebbene il suo contemporaneo Jiddu Krishnamurti non approvasse Osho, vi sono evidenti somiglianze fra i rispettivi insegnamenti. Nei suoi atteggiamenti si è riscontrata, peraltro, un'eco della pazza saggezza tibetana, della "via del biasimo" resa celebre da Gurdjieff nel sufismo, del cinismo greco e della provocazione zen, comportamenti volti a scardinare le convenzioni che chiudono la mente del discepolo.
Le idee di Osho rispecchiano anche alcune intuizioni occidentali: la sua visione "taoista" dell'armonia degli opposti rievoca Eraclito e quella del divino come Uno richiama Plotino, mentre la descrizione dell'uomo come una macchina condannata ai conflitti dell'inconscio e ai modelli nevrotici ha molto in comune con Freud e col citato “maestro di danze” armeno Gurdjieff, di cui era un grande estimatore; nei suoi discorsi citava spesso il filosofo Bertrand Russell; la sua visione dell'“Uomo nuovo” che fonde in sé la dimensione terrena e quella spirituale ricorda il “Superuomo” di Nietzsche che abbraccia lo spirito dionisiaco; le sue idee sulla liberazione sessuale sono comparabili al pensiero di D.H. Lawrence, e le sue “meditazioni dinamiche” sono debitrici a Wilhelm Reich.
Osho ribadì più volte di non essere un insegnante e di non avere nessuna filosofia di vita né programmi da seguire, spiegando che il suo era solo un invito a vivere la stessa esperienza spirituale da lui vissuta. Il suo approccio, dunque, non è filosofico né dottrinale, bensì "esistenziale", sperimentale, vale a dire: l'esperienza diretta come unica via per la trasformazione del proprio essere.

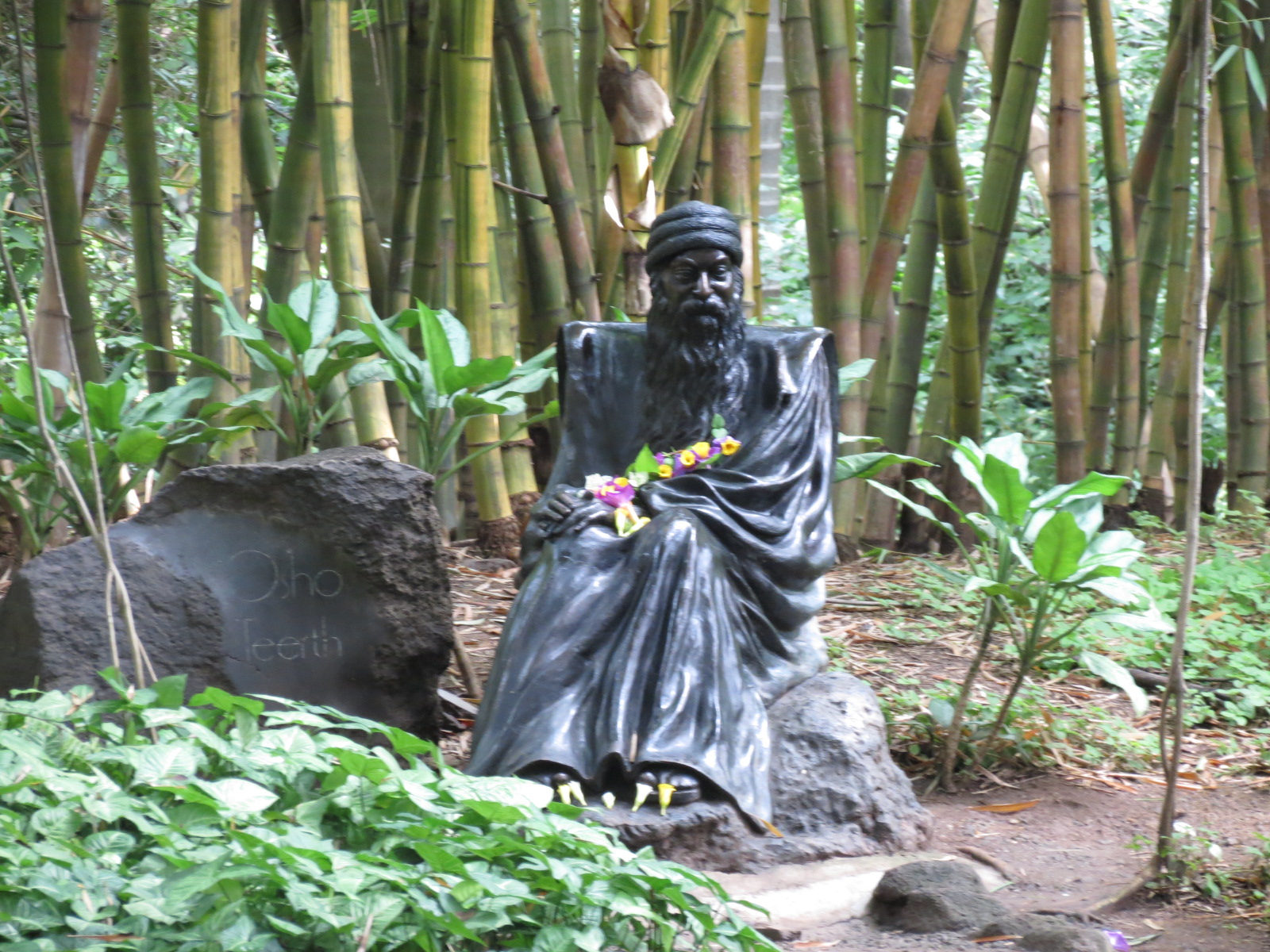
Statua di Osho, presso l'Osho Teerth Park di Pune.

Secondo Osho ogni essere umano è un buddha con la possibilità di “illuminarsi”, di entrare in comunione col divino, capace di amore incondizionato e di “rispondere” (piuttosto che reagire meccanicamente) alla vita; anche se l'ego solitamente lo impedisce poiché legato ai condizionamenti sociali, alla creazione di falsi bisogni e conflitti, e ad un'illusoria identità. Ciò costituisce una barriera alla realizzazione dell'essere, che può fiorire solo se ci si sposta da un esistere “in periferia” a un esistere al proprio “centro”.
Osho considerava la mente un semplice meccanismo utilitaristico, necessario per sopravvivere, tuttavia nell'uomo moderno essa versa in uno stato caotico che gli impedisce di vivere autenticamente il momento presente, che è l'unica dimensione “reale” e fonte di gioia. Il risultato è che la gente avvelena se stessa con nevrosi, ossessioni e insicurezze. L'uomo dovrebbe utilizzare la mente come un utile strumento al proprio servizio, e non farsene assoggettare come invece accade nell'attuale società.
Osho sosteneva che la repressione psicologica, spesso propugnata dai capi religiosi, fa sì che i sentimenti repressi riemergano in un'altra forma, e inoltre la repressione sessuale dà origine a società ossessionate dal sesso. Piuttosto che reprimersi, le persone dovrebbero aver fiducia in se stesse e accettarsi incondizionatamente; attraverso la meditazione dovrebbero diventare "un'unità", ossia interiormente integre, e non restare invece "frammentate" e "divise".

### La meditazione
Per Osho, la meditazione (in sanscrito dhyāna, da cui deriva il termine cinese Chan e da qui il giapponese Zen) è quello stato di “puro essere”, di pura consapevolezza che trascende la mente e la cui realizzazione può essere agevolata da apposite tecniche. Il suo stadio supremo è l'illuminazione, ossia la scomparsa dell'ego e l'estatica fusione col Tutto (in sanscrito bodhi, il "risveglio spirituale"). Quando l'io si dissolve – afferma Osho – il divino appare; resta solo la Realtà suprema. Per "meditazione", dunque, si intende quello stato di coscienza che rappresenta la condizione naturale del nostro essere: una consapevolezza senza pensieri, una "totale presenza" che risveglia l'individuo dal "sonno" dell'attività meccanica della mente. Con questo termine si indicano inoltre le diverse pratiche ed espedienti utili a raggiungere tale stato.
Secondo la tradizione indù, "realizzazione del Sé" (ovvero della verità, del divino) significa, per l'appunto, raggiungere il centro del proprio essere, quello che Osho chiama "l'occhio del ciclone": uno spazio interiore immobile, di eternità e silenzio, non turbato dalla "tempesta del mondo", in cui si è un tutt'uno con l'Assoluto. Osho invitò l'uomo a vivere nella realtà sociale restando tuttavia radicato nel proprio centro ("siate nel mondo ma non del mondo"). Impiegò la psicologia occidentale nelle fasi preparatorie della meditazione, la quale dev'essere presa "in maniera giocosa e non seria". Illustrò e commentò le 112 tecniche di meditazione dello shivaismo tantrico riportate nel Vigyana Bhairava Tantra, precisando che il loro nucleo fondamentale fosse "l'essere testimoni", l'attenzione cosciente, e ne elaborò di nuove adattandole all'uomo moderno.

#### Le meditazioni attive

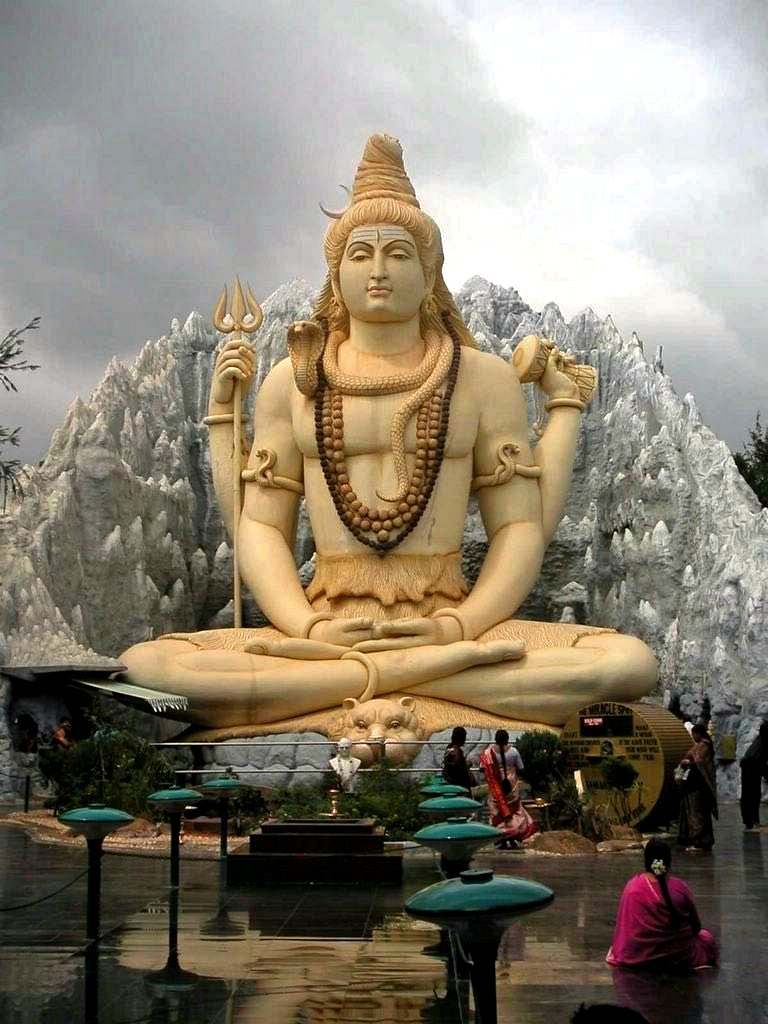
Statua del dio Shiva in meditazione nella classica posizione del loto. Bangalore, India.

Le tecniche di “meditazione attiva” ideate da Osho sono caratterizzate da diversi stadi di attività fisica che conducono al silenzio. La più nota è la Meditazione Dinamica: eseguita con gli occhi chiusi (o bendati), comprende cinque fasi (quattro delle quali accompagnate da musica). In primo luogo, il meditatore effettua 10 minuti di respirazione rapida attraverso il naso; i successivi 10 minuti servono per la catarsi: “lascia accadere qualunque cosa accada… ridi, grida, urla, salta, scuotiti, qualunque cosa ti senti di fare, fallo!”. Quindi, per altri 10 minuti, bisogna saltare su e giù con le braccia alzate gridando “uh” ad ogni balzo. Nella quarta fase (silenziosa) il meditatore si arresta rimanendo immobile per 15 minuti e osservando tutto ciò che accade. L'ultima fase della meditazione è costituita da 15 minuti di danza e celebrazione: “le mie meditazioni sono fatte per riportarti all'infanzia, quando non eri rispettabile, quando potevi fare cose pazze, quando eri innocente, incorrotto dalla società”.
Osho mise a punto altre tecniche di meditazione attiva (come la Kundalini o la Nadabrahma), che sono meno movimentate, sebbene includano anche attività fisica. Le sue successive tecniche meditative richiedevano sedute di diversi giorni. La Rosa Mistica prevedeva tre ore di risate ogni giorno per una settimana, tre ore di pianto per una seconda settimana e la terza settimana tre ore di meditazione silenziosa. Lo stato di "testimone" del meditatore consentiva un "salto nella consapevolezza". Osho sosteneva che tali metodi "caotici" fossero necessari per "spostare il centro della consapevolezza dal cervello verso il cuore"; un metodo "sistematico", basato cioè sulla comprensione intellettuale, non avrebbe sortito effetti: per l'uomo moderno, infatti, è difficile meditare stando semplicemente seduti, visto il suo tumultuoso stato mentale. Una volta che queste tecniche catartiche avessero "ripulito lo spazio interiore", la gente sarebbe stata in grado di utilizzare i metodi "silenziosi" senza problemi.

### Il sannyas e l'Uomo Nuovo
Osho sosteneva che il suo sannyas (o neo-sannyas), ossia il suo movimento di “ricercatori del Vero”, non fosse una dottrina ma una semplice “affermazione di libertà”, un invito a vivere in gioiosa sintonia con il divino. La “nuova religione” deve essere “una religione d'amore e non di leggi, una religione della natura e non della disciplina”. Dichiarò che il suo sannyas non fosse un programma ma, al contrario, un processo di “deprogrammazione”, di “deipnosi”, finalizzato a liberare il discepolo da tutti i condizionamenti esercitati dalla propria società, cultura e tradizione; e lo definì una “scienza della trasformazione interiore”. Osho affermò di non essere un insegnante e di non avere messaggi o filosofie da dare, “non credo nei sistemi, io sono un flusso anarchico come lo è la vita stessa”.
Un altro elemento chiave era la presenza di Osho come un maestro: se il discepolo entra in comunione col maestro può sentire la presenza del divino. L'iniziazione che offriva era un espediente del genere: “se il vostro essere riesce a comunicare con me diventa una comunione... la più grande forma di comunicazione possibile: una trasmissione senza parole. I nostri esseri si fondono. Questo è possibile solo se tu diventi un discepolo”. Attuando una sorta di “auto-parodia”, Osho rinnegò la sua stessa autorità e dichiarò che il suo insegnamento altro non fosse che un gioco o uno scherzo. Sottolineò inoltre che ogni cosa avrebbe potuto diventare un'opportunità di meditazione.

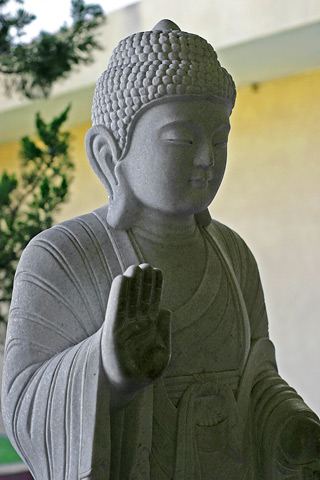
Statua di Gautama il Buddha, figura di estrema importanza per Osho.

Osho considerava il suo movimento neo-sannyas una nuova dimensione spirituale incentrata sulla libertà assoluta. Sosteneva che i tradizionali sannyas indù si fossero trasformati in un sistema di rinuncia sociale e di imitazione di vecchi modelli. Ribadì l'importanza della libertà interiore e la responsabilità verso se stessi, chiedendo non mutamenti negli aspetti esteriori e superficiali ma una più profonda trasformazione interiore. I desideri dovrebbero essere accettati e quindi trascesi, piuttosto che repressi: il fiorire di una piena consapevolezza avrebbe fatto svanire desideri e ossessioni, come quella per il sesso.
Osho si autodefinì "il guru dei ricchi" e affermò che la povertà non fosse affatto un valore spirituale, bensì "un cancro da estirpare". Sosteneva che chi ha soddisfatto tutti i bisogni materiali ma all'interno si sente vuoto finisce per avvicinarsi alla religione, che lui definì, per l'appunto, "il lusso supremo": una dimensione cui si anela una volta appagate le necessità più impellenti (molti dei suoi discepoli erano infatti gente colta e benestante). Osho venne fotografato con abiti sontuosi e orologi fatti a mano, e in Oregon guidò Rolls-Royce quotidianamente (i suoi seguaci intendevano comprarne 365, una per ogni giorno dell'anno). Immagini divulgative delle Rolls vennero fornite alla stampa, come a ribadire il suo apprezzamento della ricchezza e il desiderio di provocare la sensibilità statunitense (così come aveva tratto piacere, in precedenza, nell'offendere la sensibilità indiana).

#### Zorba il Buddha
Osho intendeva creare un “uomo nuovo” che unisse la spiritualità di Gautama il Buddha con il gusto per le gioie terrene incarnato dal personaggio Zorba il greco dello scrittore Nikos Kazantzakis. Questa concezione di un uomo capace di godere sia dei piaceri materiali che dell'estasi spirituale è in aperta rottura con la tradizionale visione delle più importanti religioni, per le quali i due mondi sono separati: quello dello spirito e quello della materia. “Egli deve essere meticoloso e obiettivo come uno scienziato… sensibile, pieno di cuore come un poeta… e radicato nel profondo del suo essere come un mistico”. La sua definizione di “uomo nuovo” era applicabile sia agli uomini che alle donne, i cui ruoli vedeva come complementari; anzi, la maggior parte dei ruoli di comando del suo movimento erano affidati a donne. Quest'uomo nuovo, ribattezzato “Zorba il Buddha”, avrebbe dovuto abbracciare scienza e spiritualità.
Osho auspicava la scomparsa di tutte le religioni e di tutti i governi del mondo, per spianare la strada all'avvento di un nuovo essere umano che viva in un clima di diffusa religiosità (non ascrivibile a nessuna chiesa né organizzazione), che sia veramente spirituale e abbia una dimensione cosmica. L'uomo nuovo non sarebbe stato ingabbiato in istituzioni come la famiglia, il matrimonio, le ideologie politiche e le religioni. In questo senso, Osho è vicino ad altri guru della controcultura e (forse) ad alcuni pensatori postmoderni e “decostruzionisti”. Osho, infine, credeva che l'umanità fosse a rischio estinzione a causa della sovrappopolazione, delle armi nucleari, dei disastri ambientali, delle malattie (come l'AIDS), e che solo una "rivoluzione della consapevolezza umana" avrebbe potuto salvarla. Sosteneva, inoltre, che molti dei mali della società potessero essere eliminati con mezzi scientifici.

### I "dieci comandamenti" di Osho
Osho dichiarò di essere contrario ad ogni dottrina, dogma e ad ogni tipo di comandamento. Tuttavia, in una lettera a un discepolo, stilò questo elenco semiserio:
1) Non ubbidire ad alcun ordine all'infuori di quello interiore.

2) L'unico dio è la vita stessa.

3) La verità è dentro di te, non cercarla altrove.

4) L'amore è preghiera.

5) Il vuoto è la soglia della verità: è il mezzo, il fine e la realizzazione.

6) La vita è qui e ora.

7) Vivi totalmente desto.

8) Non nuotare, galleggia.

9) Muori ogni istante, così da poter rinascere ogni istante.

10) Smetti di cercare. Ciò che è, è: fermati e guarda.
In un'altra occasione, Osho precisò di non rappresentare "nessun dio, di nessun genere: ebreo, indù, islamico o cristiano", ma di rappresentare solo se stesso e di parlare solo in nome della propria autorità. Dare comandamenti "è un crimine che ti priva della tua libertà e responsabilità". Pertanto, a un discepolo che gli chiedeva dei comandamenti, rispose che lui poteva solo limitarsi a fare alcuni "inviti" per condividere la sua stessa esperienza: 1) dubita sempre, "finché non arriverai a conoscere te stesso"; 2) non imitare mai, "non essere cristiano, musulmano o indù, così potrai scoprire chi sei"; 3) fai attenzione all'erudizione, "devi andare incontro alla realtà completamente nudo"; 4) ama tutto ciò che ti circonda, "non esiste nessun dio da pregare"; 5) vivi nel qui-e-ora: "questa totalità dell'essere nel presente ti unisce all'esistenza".
Suggerì, infine, dei "non-comandamenti", ossia dei valori che rappresentavano il suo fondamentale atteggiamento verso la vita:
1) libertà; 2) unicità dell'individualità; 3) amore; 4) meditazione; 5) no alla serietà; 6) giocosità; 7) creatività; 8) sensibilità; 9) gratitudine; 10) senso del mistero.

## Il pensiero di Osho
(Osho, The Secret of Secrets, 1978)
Oratore versatile e dissacrante, Osho affrontò nei suoi discorsi estemporanei, tenuti davanti a un pubblico internazionale nel corso di trentacinque anni, gli argomenti più disparati: dalla ricerca spirituale ed esistenziale del singolo individuo alle questioni sociali e politiche odierne. Articolava ragionamenti minuziosi, si contraddiceva consapevolmente (perché "la vita stessa è contraddittoria e incoerente"), con un tono a un tempo solenne e ironico, fornendo risposte specificamente calibrate sulla persona che gli aveva posto la domanda ("la risposta sorge spontanea dal mio vuoto interiore, non la conosco in anticipo, la ascolto per la prima volta come il mio interlocutore, è nuova anche per me").
La visione di Osho abbraccia sia la millenaria saggezza orientale, sia la scienza e il pensiero occidentali. Osho sosteneva che l'obiettivo dei suoi discorsi non fosse l'indottrinamento ("non aggrappatevi alle mie idee, non vi darò nessun dogma"), ma quello di scardinare i meccanismi mentali dell'ascoltatore per indurlo in uno stato interiore di pace e profonda attenzione, e "creare uno spazio sempre più ampio di meditazione; non si tratta di conferenze, in realtà è solo un espediente per aiutarti a diventare silenzioso, è un metodo di potenziale trasformazione". Riportiamo, nei paragrafi seguenti, le sue opinioni su alcune tematiche-chiave.

### Religione
Osho condannò perentoriamente tutte le religioni organizzate considerandole spazzatura alla stregua delle superstizioni, ed auspicò il superamento di tali credenze preconizzando l'avvento di una nuova, unica religiosità, una “scienza della dimensione interiore”, soggettiva, incentrata sull'essere (così come la scienza “oggettiva” si occupa del mondo esteriore). Affermò che le religioni tradizionali hanno represso l'essere umano e sono destinate a scomparire, e che non hanno alcun senso i vari credo, le fedi, i rituali e i dogmi. La dimensione spirituale deve sorgere dall'esperienza diretta, dalla ricerca, da un percorso interiore; “per raggiungere la verità bisogna liberarsi da tutte le dottrine, da tutte le strutture formali” e coltivare un cuore amorevole e innocente. L'errore fondamentale compiuto dalle religioni storiche è che "nessuna ha avuto il coraggio di riconoscere che ci sono cose che noi non sappiamo, ognuna ha finto di essere onnisciente", di essere l'unica vera religione condizionando l'uomo fin dalla nascita con effetti deleteri. Osho affermò che il vero uomo religioso è un ribelle in totale armonia con la sua luce, col flusso divino dell'esistenza, che vive in assoluta libertà senza essere condizionato dalla società, dalla cultura e dalle tradizioni.

Il Tao, "l'eterna danza degli opposti", per Osho era un simbolo fondamentale.

Il suo dissenso era rivolto soprattutto verso le religioni abramitiche e "istituzionali". In un'intervista affermò che cristianesimo, giudaismo e islamismo fossero "solo sciocchezze"; mentre buddhismo, taoismo e giainismo contenessero degli elementi validi, in quanto tutte e tre fondate sulla meditazione; l'induismo, da parte sua, era "a metà strada tra i due gruppi". Auspicò, inoltre, la diffusione dello Zen nel mondo. Nell'ultima fase della sua vita, in una conferenza stampa mondiale, dichiarò sciolta la religione sorta intorno a lui, annullò l'uso dei colori rossi e del mālā, perché per raggiungere "l'essenza più intima del proprio essere non occorre una professione di fede, io non sono un leader, non ho catechismi, non ho teologie. Tu non sei un seguace: è sufficiente essere amici".
Nell'autunno del 1989, pochi mesi prima di "abbandonare il corpo", dichiarò alla stampa che la sua gente doveva continuare a sviluppare qualità come l'amore, la consapevolezza, la festa, la celebrazione e la gioia, che non sono monopolio di nessuno e "attorno alle quali non è possibile costruire alcuna chiesa", e che dovevano crescere come individui completamente indipendenti e liberi da norme stabilite da altri, conservando lo sguardo innocente dei bambini; "la via per fare tutto questo è scendere dentro di sé". Osho commentò le sacre scritture delle grandi religioni mondiali, di cui forniva dotte interpretazioni personali. Le sue feroci posizioni contro le tradizioni spirituali gli attirarono l'ostilità del mondo religioso.

### Dio
Osho non credeva nell'esistenza di un Dio "persona", di un Dio-padre, come quello tramandatoci dalle grandi tradizioni religiose (tanto che da alcuni veniva considerato un ateo), bensì nell'esistenza di una essenza divina, un'energia allo stato puro, eterna e creativa, intelligente e multidimensionale, in perenne espansione. Questa qualità divina – che possiamo chiamare Dio, Dharma, Brahman, Tao, Verità, Assoluto ecc. – non può essere dimostrata ma può essere sperimentata, poiché permea tutto ciò che esiste, è “l'anima stessa dell'universo” e la nostra più intima natura, e rientrare in connessione con essa costituisce l'esperienza suprema della beatitudine. Detta coscienza universale non è caotica, ma è un cosmo con un suo destino e un significato ben precisi: la realizzazione dell'estasi.
Le divinità individuali, secondo Osho, non sono altro che proiezioni della mente umana, frutto di una visione "primitiva" del sacro, e sono state accreditate dalle religioni per imporre la propria egemonia sull'essere umano. Altrettanto fasulla è l'esistenza del demonio, controparte malevola del divino, riconosciuta dalle organizzazioni religiose per sostenere le proprie tesi: il male inteso come entità divina non esiste, è soltanto "assenza di luce", di amore e consapevolezza; "è la tua mente che continua a tentarti, a ingannarti e a crearti sempre nuove illusioni"; "non esiste alcun Dio né alcun diavolo: esiste solo l'Uno".

### Matrimonio e famiglia
Osho considerava il matrimonio un'istituzione contronatura poiché in contrasto con la libertà personale, “il valore supremo, non esiste nulla di più elevato della libertà”. La vita – spiega il mistico – è un continuo mutamento, e le persone dovrebbero incontrarsi e amarsi quando le proprie energie collimano, e poi separarsi quando tale sintonia svanisce. Forzare legalmente i rapporti affettivi è sbagliato e genera nevrosi, perversioni psicologiche, repressioni e sensi di colpa. La famiglia, inoltre, danneggia e condiziona negativamente la psiche del bambino inculcandogli pregiudizi, falsi valori e appartenenze sociali e religiose.

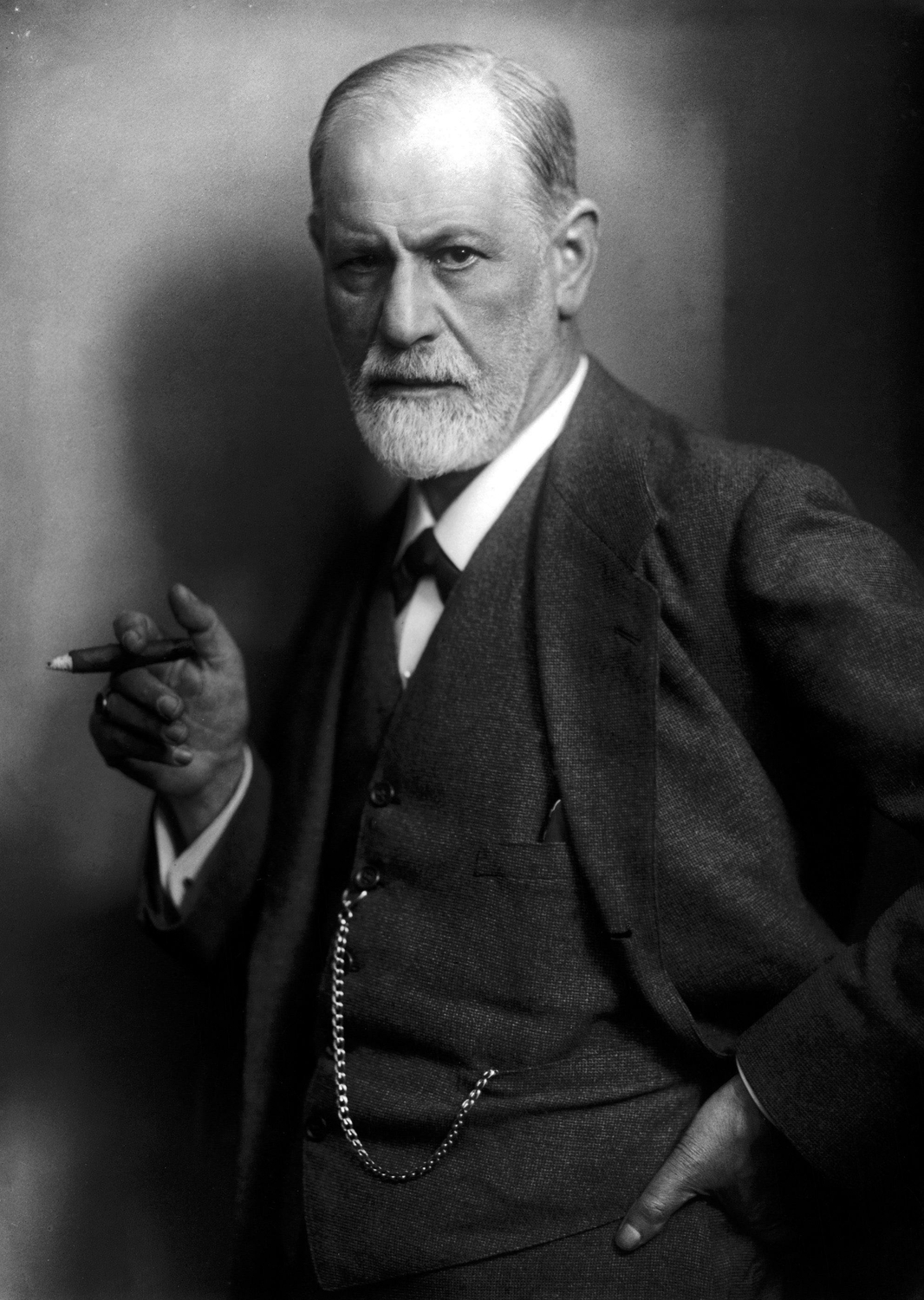
Sigmund Freud.

In un'altra occasione affermò che l'amore è distrutto non tanto dal matrimonio, quanto invece dalla relazione di coppia, che spesso nasce fra individui inconsapevoli del reale significato dell'amore e avulsi da un'autentica dimensione di intimità. In alcuni discorsi fu più indulgente con la famiglia, sottolineando come un "matrimonio felice" e un contesto famigliare sano possano avvicinare l'individuo al divino. Osho rifiutò categoricamente di sposarsi, nonostante le insistenze e la disapprovazione dei suoi familiari.

### Ego, mente e psicoanalisi
Osho sosteneva, in linea con le teorie buddhiste e il misticismo orientale, che la mente fosse la prima causa dell'infelicità umana, perché ha preso gradualmente il controllo dell'individuo distruggendone la vita. L'uomo – che in realtà è pura consapevolezza – ha fatto l'errore di identificarsi con la mente diventandone schiavo, invece di avvalersene come utile strumento al proprio servizio (essendo parte del corpo fisico, cosiddetta “materia sottile”), e le ha così conferito un potere abnorme. La mente, secondo Osho, dovrebbe essere trascesa con la meditazione, che è appunto uno stato di non-mente, di puro essere. Precisò, nondimeno, che essa non deve essere considerata come un "nemico" ma utilizzata in modo accorto.
L'ego è una falsa identità creata dalla mente e dal traffico incessante dei pensieri, e costituisce una barriera che separa l'essere umano dal divino. Osho, pur riconoscendo la rilevanza delle teorie di Freud, ritiene la psicologia moderna incapace di risolvere i problemi dell'uomo poiché agisce comunque nell'ambito della psiche, cercando di adattarla alle esigenze della società, e non considera invece la possibilità di oltrepassarla radicalmente. I sogni sono, solitamente, meri prodotti dell'attività mentale (in una forma più elementare dei pensieri) e come tali trascurabili. In un discorso, tuttavia, Osho affermò che prenderne nota e cercare di comprenderli può essere un proficuo esercizio di autopsicanalisi; alcuni sogni potrebbero addirittura “avere un valore iniziatico sulla via dell’evoluzione della coscienza e non provenire dall’inconscio”.

### Amore e sessualità
Il sesso, per Osho, è manifestazione di un'energia primaria e fondamentale nell'essere umano, che ha natura divina. Le religioni storiche lo hanno sempre condannato e represso causando danni smisurati all'umanità. La sessualità assolve tuttavia una pura funzione biologica e arriva il momento in cui dev'essere trascesa. In un'intervista al giornalista Enzo Biagi, Osho affermò che
L'amore, dunque, è la vera trasmutazione dell'energia sessuale, ma accade solo quando il sesso viene accettato e vissuto in maniera naturale e non ripudiato. Osho afferma, in accordo con la visione tantrica, che in un profondo stato di meditazione e amore è possibile trasformare il sesso in un'esperienza estatica, entrando in una dimensione di unità e samādhi. Il sesso è il livello energetico più basso, il divino è quello più alto. Più ci si eleva spiritualmente, più la sessualità diminuisce: alla fine vi è un culmine in cui questa energia fluisce verso l'apice diventando compassione. L'amore è la sostanza intima dell'universo, "l'uomo che non ha sviluppato la capacità di amare vive in un suo inferno privato, un uomo colmo di amore è in paradiso".

#### L'amore come realtà assoluta
Osho affermò che l’universo è formato dalla "sostanza chiamata amore" e che l'amore è l'unica realtà concreta dell'esistenza: "tutto il resto è solo illusione", non è altro che "un sogno rimuginato dalla mente"; invitò dunque i suoi discepoli a coltivare questo sentimento per potersi avvicinare al divino. Osho sottolineò la necessità, per l'essere umano, di una vera e propria "educazione all'amore" che gli consenta di vivere con totale gioia e pienezza. È fondamentale, sosteneva, dare amore sempre e comunque, "come un imperatore", senza preoccuparsi che quell'amore venga ricambiato (l'esistenza ti ricompenserà lautamente perché "più condividiamo più ci torna indietro"), e non reclamare amore "come un mendicante".
"Le imperiose richieste d'amore non renderanno mai nessuno capace di perfezionare il suo amore. Coloro che insistono sull'amore non lo ricevono mai e questo fallimento, così scoraggiante per loro, li rende gradualmente incapaci di dare amore".

#### L'amore come stato interiore
Per Osho l'amore reale è proprio essere amore, non è una relazione sentimentale, è uno stato dell'essere, il più alto picco della consapevolezza, che viene chiamato “lo stato del risveglio” o “lo stato di illuminazione” (ossia quello di un Gautama il Buddha): tu sei pieno, straripante d'amore e non puoi che condividerlo con chiunque. "L'amore non è qualcosa che puoi ottenere da qualcuno che non abbia raggiunto uno stato di estasi", per questo motivo la sofferenza è così diffusa: tutti chiedono di essere amati e fingono di amare; "ma non sei in grado di amare se non conosci la verità, se non hai avuto l'esperienza del divino". L'amore è una condizione del proprio essere e sorge in uno stato di solitudine estatica. Amare significa dare senza alcun desiderio di contraccambio, senza condizioni e nessun tipo di richiesta, anzi: provando un senso di riconoscenza per chi ha accettato il tuo amore.

#### Il rapporto di coppia
Osho definì la relazione sentimentale "una reciproca illusione", una prigionia che nasce dal bisogno di essere amati e dall'incapacità di stare soli, e con essa si cerca di dare un senso alla propria vita; entrare in comunione con l'esistenza fa invece sorgere l'amore assoluto come stato interiore, che consente di donare amore senza pretendere nulla né sacrificare la propria e l'altrui libertà. In altri discorsi, affermò che la relazione può essere sana e armoniosa se non vi è possessività e dipendenza ma una profonda sintonia, e che gli amanti spalancano orizzonti sconfinati in cui "l'ego si dissolve". Osho fece diverse riflessioni sul rapporto di coppia, dispensando all'occasione consigli e suggerimenti, e venne sprezzantemente definito il "guru del sesso" dalla stampa internazionale dopo che i suoi discorsi, favorevoli a un approccio più naturale alla sfera sessuale, scandalizzarono la società conservatrice.

### Amicizia
Per Osho, l'amicizia è una relazione più profonda e nobile della relazione d'amore, perché è amore allo stato puro: incondizionato, disinteressato e non possessivo. L'amore, infatti, non deve obbligatoriamente avere a che fare con la sessualità. La sessualità può far parte dell'amore o può anche non farne parte: se non è presente nasce l'amicizia che, di fatto, è il vero amore. Tuttavia l'amore privo di sessualità al giorno d'oggi è ormai inesistente, la gente conosce solo il tipo di amore sessuale, che in sostanza è uno sfruttamento reciproco. Osho afferma, inoltre, che oggi l'amicizia viene spesso concepita in senso "sociologico", "in termini di semplice conoscenza”. Se invece si è "reali, autentici e assolutamente consapevoli del proprio essere" nasce l'amichevolezza, che è una qualità interiore molto più vasta delle semplici relazioni d'amicizia, perché è uno stato di amore assoluto.

### Celebrazione e risata
Osho esaltava una continua e gioiosa celebrazione dell'esistenza, perché ogni aspetto della vita è divino, da quello fisico a quello spirituale. L'uomo deve “gioire nell'essere”, celebrare ed amare, in quanto parte di un'esistenza perennemente in festa. Secondo Osho, l'uomo è l'essere vivente più infelice e represso del pianeta perché ha smarrito la sua stessa natura: quella gioiosa armonia che invece anima tutte le altre forme di vita. La pace interiore e la beatitudine dovrebbero essere una qualità del proprio essere, traboccare estaticamente fino a generare un campo energetico di amore (buddhafield).

Osho sottolineò la bellezza e i benefici della risata, in opposizione alla serietà, che è "un cancro dell'anima" e soffoca la vita. Secondo Osho la risata è la vera essenza della religiosità, perché "la vita va presa come uno scherzo cosmico". La serietà invece non è mai religiosa, è frutto dell'ego e parte della sua malattia. 
"È un peccato che nessuna religione al mondo abbia accettato il senso dell'umorismo come una delle qualità fondamentali dell'uomo religioso. Voglio che comprendiate che il senso dell'umorismo, la giocosità, dovrebbe essere una qualità di base. Non prendete le cose troppo sul serio".

### Scienza
Osho era totalmente favorevole al progresso della scienza e alla tecnologia, che peraltro hanno avuto il merito di liberare l'uomo dai millenari "credo" religiosi e dalle superstizioni spingendolo, grazie al benessere generato, verso una reale spiritualità. L'Oriente, secondo Osho, ha trascurato la ricerca scientifica a favore di quella spirituale, producendo miseria e arretratezza. In Occidente, al contrario, il progresso scientifico non è andato di pari passo con una scienza della trasformazione interiore, e ha così creato una società troppo sbilanciata verso il materialismo e spiritualmente malata. In realtà, – spiega Osho – non esiste alcun conflitto tra scienza e religione, tra corpo e anima, e nella seconda metà del Novecento si è infatti assistito a una compenetrazione dei due mondi, tesa a colmare le reciproche lacune: la civiltà che nascerà in futuro sarà una sintesi e un equilibrio di scienza e religione.
Osho sosteneva che la scienza medica, la fisiologia e la psicologia sono ancora immature e "chiuse" poiché negano l'esistenza della dimensione interiore dell'uomo, hanno una visione limitata e agiscono solo in superficie. Apprezzò l'avvento dei computer e dei sistemi informatici. Propose, infine, l'istituzione di una Accademia delle scienze internazionale, in cui gli scienziati siano svincolati dai poteri politici e aperti alla dimensione spirituale.

### Morte
Per Osho la morte non esiste, è soltanto un inganno dei sensi, una “finzione”. La nostra consapevolezza è immortale, mai ha avuto inizio e mai finirà, in quanto parte di un Tutto altrettanto eterno e infinito. “La vita e la morte sono un unico fenomeno, – spiegò – in realtà non esiste nulla che si possa definire morte: la vita è eterna”. Dunque, è soltanto il corpo a consumarsi e perire, la nostra reale essenza invece è immortale e, dopo la morte fisica, si trasferisce semplicemente in un altro corpo, in un'altra dimensione; oppure, qualora si muoia in piena consapevolezza, come un buddha, ci si libera dal ciclo di nascita e morte e si rimane radicati nel proprio essere, estaticamente fusi col Tutto. Secondo Osho, pertanto, bisogna accettare la morte gioiosamente, goderla nella sua pienezza, perché è il culmine della vita, è un “ricadere nella fonte dell'esistenza, in Dio” per poi ricominciare il viaggio. “La morte – spiegò – significa che tu fai l'amore con il divino, oppure che il divino fa l'amore con te. La morte è l'orgasmo cosmico, totale”. Osho affermò che l'uomo moderno, occidentale, è ossessionato dalla paura della morte perché non ha mai colto l'essenza della vita, e si espresse a favore dell'eutanasia.

#### Eutanasia e controllo delle nascite
Osho era favorevole all'eutanasia, qualora le condizioni fisiche non permettano più una vita piena e appagante. Sostenne che l'accanimento terapeutico produce un'alterazione degli equilibri naturali e che a chiunque dovrebbe essere riconosciuto il diritto di disporre della propria vita (che invece viene negato dalle leggi e dalle religioni). Gli ospedali dovrebbero avere appositi reparti per rendere la morte più piacevole. Affermò che l'eutanasia dovrebbe essere praticata anche nel caso di bambini affetti da gravi malformazioni multiple, handicap sensoriali o grande ritardo mentale, poiché la morte è preferibile a una vita di privazioni e sofferenza. Riteneva inoltre opportuno il controllo delle nascite, l'uso dei contraccettivi e, nelle sue comuni, raccomandava la sterilizzazione. Fu fautore della diagnosi preimpianto e della selezione genetica nell'ambito della procreazione assistita, e affermò la necessità di dotare le strutture ospedaliere di meditatori che possano assistere il moribondo.

### Ricchezza

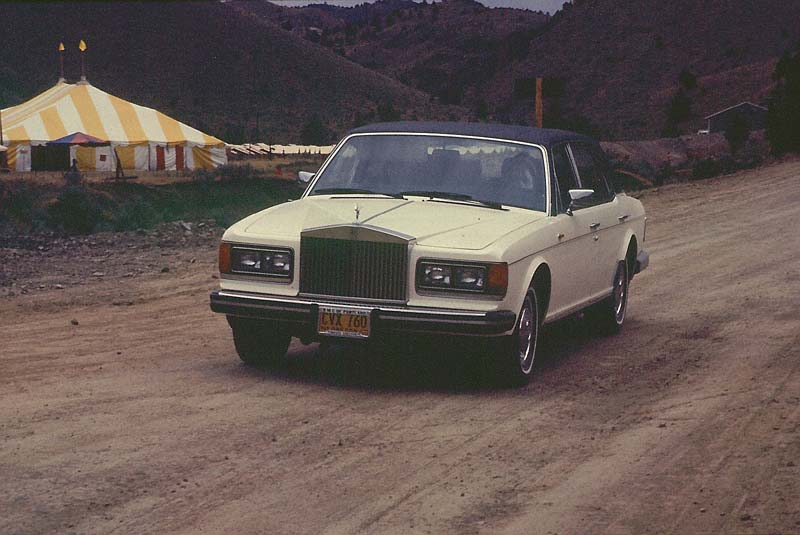
Osho con una delle sue Rolls-Royce.

Gli agi, la prosperità e il benessere materiale non sono un male, anzi: spianano la strada alla ricerca spirituale dell'individuo; ma dedicarsi esclusivamente ad essi conduce l'uomo all'infelicità, perché solo la ricchezza interiore è fonte di beatitudine. La vera felicità non è data dal conseguimento dei "piaceri" bensì dalla realizzazione del sé, la cui natura, in quanto divina, è pura beatitudine. Osho affermò che se si è profondamente radicati nel materialismo non è possibile elevarsi alla spiritualità.
L'Oriente, secondo Osho, ha coltivato eccessivamente la dimensione spirituale, irrazionale ed emotiva, trascurando quella terrena. L'Occidente ha fatto l'esatto contrario, concentrandosi sulla razionalità e la materialità, e andando parimenti incontro al fallimento. Occorre, dunque, fondere e trascendere entrambe le visioni della realtà per giungere a una “coscienza umana globale”, propria di un nuovo genere di essere umano capace di godere sia dei piaceri terreni sia dell'estasi spirituale.

#### La collezione di Rolls
Osho venne criticato per la sua collezione di 93 Rolls-Royce (tutte modello "Silver Spur") accumulate durante il periodo della comune in Oregon, tanto da essere soprannominato il “Guru delle Rolls” (cosa non infrequente tra i maestri indiani che ebbero successo in Occidente, anche Maharishi Mahesh Yogi si spostava in Rolls-Royce). Interpellato a più riprese dalla stampa, lui dava risposte di volta in volta diverse, più o meno serie e più o meno provocatorie. L’ex sannyassin Subhuti Anand Waight affermò che si trattava fondamentalmente di “un espediente pubblicitario”, e che il loro acquisto era richiesto da Osho con lo scopo di infiammare l’opinione pubblica. Lo scrittore Tom Robbins descrisse quell'esercito di Rolls-Royce come "la parodia del consumismo più buffa mai realizzata".

### Felicità
Osho afferma che l'individuo è totalmente responsabile della situazione in cui si trova; ciò che accade nella sua vita non è mai dovuto a circostanze esterne, ma è sempre il risultato di scelte e pensieri personali, più o meno consapevoli; è il risultato della propria natura. Dunque, affinché possa avvenire un reale cambiamento, bisogna innanzitutto assumersi questa completa responsabilità: il mondo in cui viviamo è una nostra creazione, noi siamo la causa della nostra gioia, come della nostra sofferenza. Ciò che comunemente l'essere umano intende per "felicità" è una condizione relativa di entusiasmo dovuta a cause esterne; la felicità reale è invece uno stato di beatitudine (assoluto) che prescinde da qualsiasi causa.

#### Felicità come stato naturale
L'uomo è infelice perché vive in stato "inconscio", non comprende la propria natura. Comprendere se stessi – "risvegliarsi" – significa essere naturalmente beati: la beatitudine, infatti, non è qualcosa che proviene dall'esterno, ma la propria consapevolezza, la propria intima realtà divina "che riposa in se stessa". La felicità è la condizione naturale dell'essere umano: ogni bambino nasce gioioso e innocente (ed è questo stato di purezza, "pre-egoico", che la meditazione aiuta a recuperare). Sin dai primi anni di vita, tuttavia, l'individuo viene oppresso da una serie di regole, convenzioni e condizionamenti che ne soffocano gradualmente l'anima, e inizia inoltre ad emergere l'ego, pertanto subentrano ansia, infelicità e disperazione.

#### Felicità ed ego
L'umanità è profondamente infelice perché la condizione di felicità è legata all'ego che, con i suoi obiettivi e sogni da realizzare, non fa che generare insoddisfazione. Per raggiungere un reale stato di estasi occorre ritrovare la gioia che ci appartiene per diritto di nascita, ossia quella indipendente dai propri desideri e dai comportamenti altrui, che è possibile vivere solo se si realizza uno stato di "consapevolezza"; grazie a questa trasformazione interiore, infatti, i meccanismi mentali smettono di influenzarci. La vera beatitudine prescinde da circostanze esterne, nasce da uno stato di libertà totale e incondizionata. La mentalità occidentale, al contrario, dipende interamente dall'ambizione di soddisfare l'ego, che è solo una falsa identità.

#### Felicità come insicurezza
L'uomo deve imparare a vivere momento per momento, "pericolosamente", con totale gioia, intensità e fiducia nell'esistenza, in assoluto stato di insicurezza. Vivere e amare realmente significa infatti godere il momento senza cercare sicurezze, senza fare calcoli o progetti per il futuro, ma restando profondamente immersi nell'istante presente. Nulla è stabile nella vita, dunque occorre "fluire con la corrente". Una vita mutevole è meravigliosa, ricca e appagante; costruirsi un'armatura di sicurezze, invece, produce una sorta di "morte vivente" e genera infelicità. "Insicurezza è proprio il tessuto di cui è fatta la vita. Se non comprendi l'insicurezza non potrai mai capire la vita".

#### Felicità e meditazione
Osho afferma che la meditazione – ossia quello stato di "puro esistere", di pura consapevolezza in assenza della mente – trasforma l'uomo in un "lago di energia" che attira il trascendente rendendolo colmo di beatitudine. Può accadere, tuttavia, che lo stato meditativo renda l'uomo più equilibrato e “radicato in se stesso” ma non felice se quella pace raggiunta non si accompagna ad una "danza dell'anima", ovvero se non si rimuovono le cause primarie dell'infelicità (ad esempio quando si vive una vita “repressa” e non si segue la propria natura). Pertanto, a volte, la felicità non arriva quando sei meditativo: è la meditazione che arriva quando sei felice, ovvero quando attui “un cambiamento drastico nel tuo modo di vivere”.

### Zen
Osho condannò tutte le religioni organizzate bollandole come “immondizia” e considerandole nocive per l’essere umano. Manifestò apprezzamento solo per il Buddhismo, il Giainismo (non esentandole tuttavia da critiche), per il Taoismo, e una totale predilezione per lo Zen, la tradizione spirituale “più evoluta”. Lo Zen, spiegò, nasce dall’incontro, avvenuto in Cina, fra il Buddhismo e il Taoismo di Lao-Tzu, e possiede un grande senso dell’umorismo, è festosità e spirito di celebrazione. Lo Zen, attraverso stratagemmi paradossali, consente di trascendere la mente e immergersi nel divino. Non è una filosofia, ma un modo di essere. Non insegna con le parole né con le scritture, ma “sfidandoci a un gioco in cui la sola risposta è un nuovo livello di consapevolezza”: la fusione con la pura ed eterna essenza della realtà. Il Manifesto dello Zen, del 1989, sarà l’ultima serie di discorsi di un Osho sempre più gravato dai problemi di salute, ed in essi il guru auspicò la diffusione dello Zen nel mondo “prima che l’umanità vada completamente a rotoli”.

### Società, politica e rivoluzione

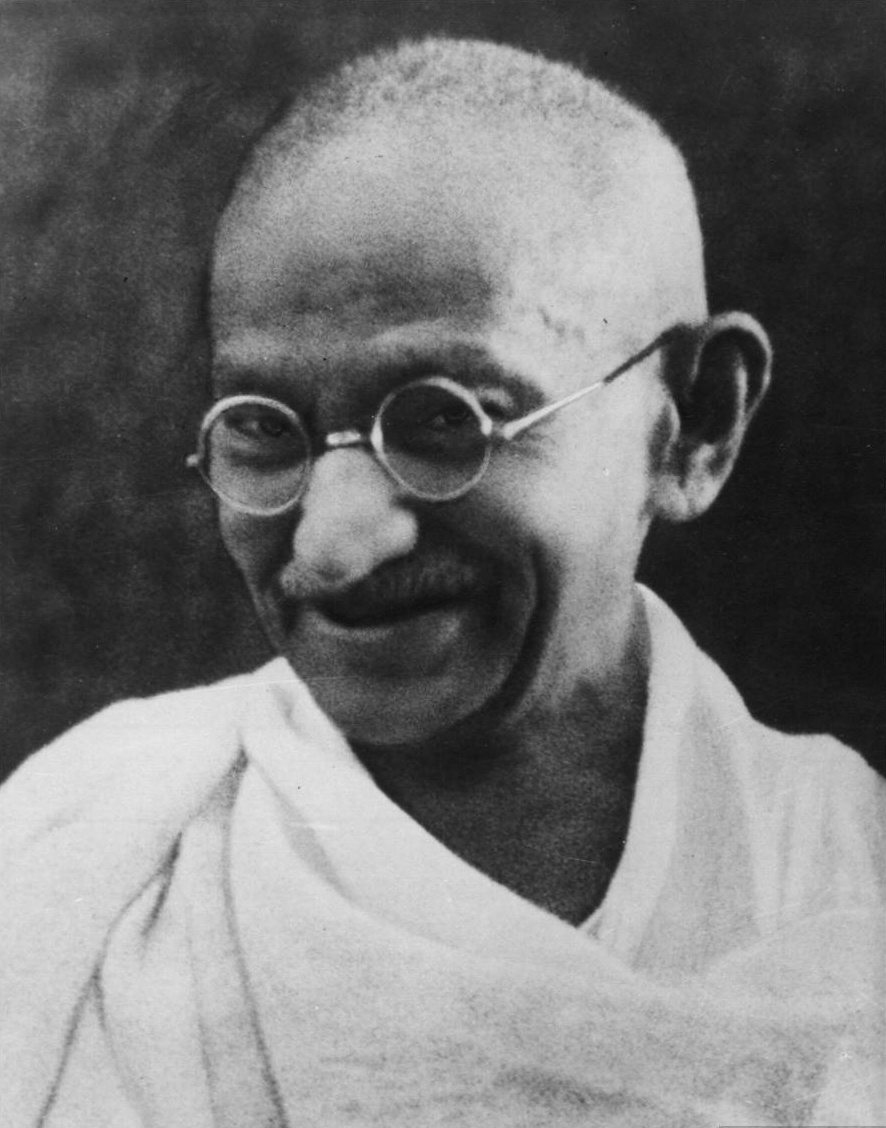
Il Mahatma Gandhi.

Osho considerava le rivoluzioni politiche e sociali del tutto inutili e destinate al fallimento, poiché una società cambia solo se cambiano gli individui che la compongono, ossia in virtù di una “rivoluzione interiore”, spirituale. Se milioni di individui cambiano se stessi, la società si trasformerà di conseguenza, e non viceversa; non serve a nulla cambiare i governi e la struttura economica (Osho fece l'esempio della rivoluzione russa del 1917 e della liberazione indiana dal colonialismo inglese, che non mutarono di fatto lo status quo). La mentalità del rivoluzionario, infatti, è distruttiva: conosce solo i metodi per annientare, non quelli per creare. La vera rivoluzione è quella interiore, è quella del “ribelle”, e necessita di creatività e di amore, non di odio, per questo è più difficile da realizzare.
Osho condannò in toto il mondo politico, sostenendo che fosse composto da individui avidi, animati solo dalla brama di potere: non è il potere politico che rende avide le persone, – spiegò – ma è l'avidità già presente in determinati individui a manifestarsi attraverso la carriera politica. Affermò inoltre che il potere politico e quello clericale si aiutano a vicenda e sfruttano le masse. Osho criticò aspramente l'operato di alcune note figure spirituali e politiche, quali Madre Teresa di Calcutta, Giovanni Paolo II, Gandhi, Morarji Desai e Adolf Hitler. Auspicò, infine, la scomparsa delle singole nazioni e l'istituzione di un unico governo mondiale.

### Gesù e il cristianesimo

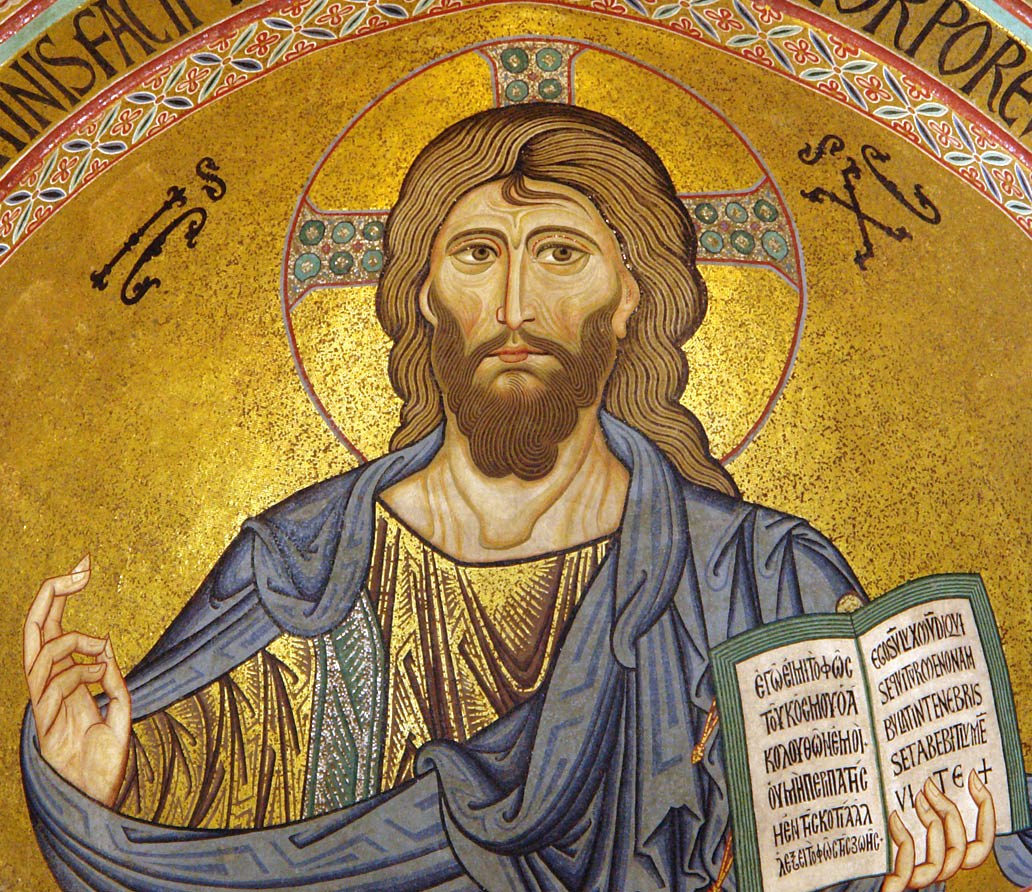
Mosaico del Cristo Pantocratore, Duomo di Cefalù

In alcuni discorsi Osho parlò di Gesù Cristo come di un maestro illuminato – al pari di Buddha, Maometto, Ramakrishna, Mahavira ecc. – definendolo “un poeta dell'Assoluto”, frainteso dai cristiani e disprezzato dagli ebrei, per la sua scelta di vivere da individuo libero, che riconosceva solo la propria autorità avulsa da ogni tradizione. In altre occasioni, utilizzò invece toni più caustici a proposito di Gesù e delle altre figure religiose storiche, in quanto simboli di "false" religioni costruite dall'uomo, sostenendo di averle solo utilizzate come "pretesti" per esporre le sue verità.
Osho ritiene il cristianesimo una falsa religione, "la peggiore manifestazione religiosa di questo mondo", edificata attorno alla figura di Cristo e ossessionata dall'idea del peccato, della morte e della sofferenza; essa ha causato danni enormi all'umanità, approfittando peraltro della povertà per convertire la gente. Gesù – spiega Osho – non fu mai un cristiano, infatti in aramaico (la lingua parlata da Gesù) non esiste la parola “cristo”, né esiste in ebraico: solo diversi anni dopo la sua morte, quando il Vangelo fu tradotto in greco, la parola “messia” venne resa con “cristo”.
Secondo Osho, Mosè fu responsabile per aver inculcato nel suo popolo l'idea di un messia (lo stesso Gesù, suggestionato, finì per proclamarsi tale cercando seguaci); affermò inoltre che Giovanni il Battista fu un grande maestro e profeta rivoluzionario, e sostenne che anche San Francesco fosse un illuminato nonostante l'appartenenza al cristianesimo. Osho, più in generale, criticò il concetto di "fede" che impedirebbe una reale ricerca spirituale da parte del singolo (sottolineando, al contrario, i benefici del "dubitare"), e fornì una sua personale interpretazione dei Vangeli, della figura di Gesù e dei Vangeli apocrifi di San Tommaso. 
Osho dichiarò inoltre che Gesù non morì sulla croce (aderendo alla tesi del teologo tedesco Karl Friedrich Bahrdt) ma fu salvato dopo tre ore da Ponzio Pilato che aveva sottoscritto un accordo segreto con i discepoli, e dopo essere stato accudito nella falsa tomba dai soldati romani, emigrò in Kashmir dove visse fino a 120 anni, abbandonando l'idea di essere il messia: "si pensa che Gesù sia venuto in Kashmir perché era una terra ebraica in India - una tribù di ebrei viveva lì. Ci sono molte storie in Kashmir su Gesù, ma si deve andare lì per scoprirle. La crocifissione cambiò del tutto la mente di Gesù". La condanna sarebbe stata una parziale messinscena per placare i capi ebrei di Gerusalemme. La sua tomba sarebbe il santuario di Roza Bal, come affermato da Mirza Ghulam Ahmad. Questa credenza è diffusa nel movimento musulmano Ahmadiyya.

### Droghe
Le droghe creano uno stato di benessere falso e illusorio alterando la chimica della mente, ottundono la sensibilità e possono distruggere la capacità di meditare, l'unica via che conduce ad un reale stato di beatitudine. Tuttavia, secondo Osho, chi è in cerca di un sollievo temporaneo può fare uso di tali sostanze, che però i governi, col supporto della scienza, dovrebbero provvedere a rendere innocue per l'organismo, come fossero semplici medicinali; limitarsi a proibirle, infatti, è inutile e controproducente. Chiunque dovrebbe poter sperimentare droghe sotto controllo medico, in tal modo verrebbe meno la loro attrattiva.
L'uso di droghe resta comunque pericoloso, perché compromette la ricettività e le facoltà sottili dell'individuo che, solo se in stato di piena consapevolezza e lucida intelligenza, può intraprendere il cammino della crescita spirituale. L'LSD può dare buone intuizioni ma va assunto solo in un corpo appositamente addestrato (come accade in alcune scuole tantra e yoga), altrimenti si diventerà schiavi di un organismo chimicamente alterato. Osho vietò nella sua comune dell'Oregon 'Rajneeshpuram' l'uso di sostanze stupefacenti, affermando che la "droga perfetta" fosse la meditazione.

### New Age
La New Age è solo una moda transitoria destinata a scomparire, come gli altri fenomeni simili (ad esempio, il movimento hippy), e non è assolutamente in grado di trasformare gli individui. Osho dichiarò di non appartenere a nessun movimento ma, semplicemente, di far parte “dell'eterna evoluzione dell'umanità”. La ricerca della verità e dell'essere, infatti, non ha etichette, è “atemporale”, è un fenomeno immenso. Nella storia del mondo sono apparsi molti “illuminati” che hanno contribuito a migliorare l'umanità, e altri ne verranno. Si tratta di un processo che esiste da sempre, afferma Osho, è “il cuore stesso dell'evoluzione”.

### Pensiero positivo
Osho considerava la filosofia del “pensiero positivo” – che afferma l’opportunità di imporre alla mente uno stato di ottimismo – una tecnica ipocrita e dannosa, che si limita a dare speranza alla gente condizionandola con pensieri positivi e relegando quelli negativi nella sfera inconscia. Ottimismo e pessimismo, afferma Osho, sono due polarità dello stesso fenomeno, ovvero atteggiamenti mentali con direzioni opposte. L’unica via per vivere una reale trasformazione interiore non è né positiva né negativa, ma è quella della trascendenza, ossia la realizzazione di una consapevolezza priva di scelte. Se si permane in questo stato meditativo, la vita comincerà a fiorire.

### Omosessualità
Osho si espresse in maniera contraddittoria sull'omosessualità. Da un lato affermò che l'omosessualità è un aspetto che fa parte della libertà dell'uomo ("è la tua vita, devi decidere tu; chi sono io?"), dunque non c'è nulla di sbagliato se due persone scelgono un certo tipo di relazione sessuale ("goditela! Dio ti ha fatto così"), non è un problema reale, "è un fatto che non dovrebbe interessare a nessuno". Non bisogna "condannare né giudicare", anzi: il mondo omosessuale ha sempre espresso grande creatività e ha contribuito a ridurre la sovrappopolazione. Spiegò che i diversi orientamenti sessuali (etero, omo e bisessualità) appartengono, di fatto, a una dimensione "infantile" dell'essere umano e vanno superati per giungere alla purezza del brahmacharya (la trascendenza del sesso), in cui si tocca il nucleo più intimo del proprio essere.
In altre occasioni, Osho fu più aspro riguardo all'omosessualità ritenendola il frutto di repressione e condizionamenti negativi, e giungendo perfino a definirla "una perversione" e "una malattia" poiché vissuta da soggetti inconsapevoli dello "schema fondamentale dell'energia umana e del suo movimento". In un discorso affermò che l'omosessualità fosse responsabile della diffusione dell'AIDS, in un altro citò alcuni report che confutavano detta tesi. A un giornalista dichiarò di essere "contrario all'omosessualità (maschile e femminile)" in quanto "innaturale", precisando però che ognuno ha il diritto di vivere la propria inclinazione sessuale come meglio crede. Queste posizioni hanno portato taluni a rilevare gli "evidenti limiti" di Osho riguardo alla questione omosessualità; altri a sottolinearne invece la pertinace tendenza a contraddirsi e provocare per scardinare ogni "sistema di pensiero".

### Vegetarianismo
Osho considerava immaturo e incivile uccidere gli animali per cibarsene, e nel suo ashram consentì solo l'introduzione di cibo vegetariano. Mangiare carne o pesce – spiegò – non è un impedimento alla meditazione e all'illuminazione, ma è “antiestetico”, poiché rivela carenza di poesia, di “senso del bello”, di riguardo per la vita. Osho affermò di non credere nel vegetarianismo in quanto ideologia, ma quale naturale conseguenza della meditazione e di una maturata sensibilità per l'esistenza, che porta l'individuo a ritenere inaccettabile e ripugnante uccidere gli animali per nutrirsi. L'idea del vegetarianismo si fonda su un profondo rispetto per la vita, che ha una natura divina, e mangiare cibo vegetariano trasforma la chimica del corpo permettendo all'individuo di elevarsi spiritualmente.

### Pena capitale ed ergastolo
Osho prese posizione contro la pena di morte, definendola un crimine, e affermò anche che l'ergastolo era persino peggiore. Osho dichiarò che la pena di morte è “la prova degradante della disumanità dell'uomo verso gli altri uomini” e rivela che l'uomo sta continuando a vivere in una età di barbarie dove la civiltà e i valori umanitari sono ideali non ancora realizzati. Sostenne che la pena di morte è “un crimine perpetrato dalla società contro un singolo individuo indifeso”, come anche il carcere a vita, pena altrettanto incivile e inumana. In generale, Osho si oppose alla punizione come metodo rieducativo.

## Critiche e controversie
Osho è generalmente considerato uno dei leader spirituali più controversi apparsi in India nel corso del XX secolo. Il suo messaggio di liberazione sessuale, emozionale, spirituale e istituzionale e il piacere che provava nel provocare e offendere gli assicurò una vita costellata di polemiche. Osho era conosciuto come il "guru del sesso" in India e il "guru delle Rolls-Royce" negli Stati Uniti. Attaccò il concetto di nazionalismo, era sprezzante coi politici e dileggiava i leader di diverse religioni (a cui, a loro volta, non piaceva la sua arroganza). Le idee di Osho sul sesso, il matrimonio, la famiglia e le relazioni erano in contrasto con la visione delle tradizioni culturali più numerose e influenti al mondo suscitando tra queste rabbia e ostilità. Il suo movimento era temuto e denigrato: egli viveva "nell'ostentazione e nell'opulenza offensiva", mentre i suoi seguaci (molti dei quali avevano reciso i legami con gli amici e la famiglia e avevano donato tutto – o la maggior parte – dei loro beni alla comune) vivevano "a livello di sussistenza". Questi ultimi, inoltre, erano indotti a sottoporsi all'aborto e alla sterilizzazione perché eventuali figli sarebbero stati un ostacolo al loro sviluppo spirituale. Nelle sue comuni si verificarono diversi casi di abusi sessuali su minori, favoriti da un ambiente promiscuo privo di opportune tutele per tali soggetti e da una cultura che assecondava la sessualità precoce come parte del "percorso di crescita".

### Secondo gli studiosi delle religioni
Riassumendo il lavoro di Osho, il sociologo Bob Mullan della University of East Anglia nel 1983 disse: “È certamente eclettico, un prendere a prestito verità, mezze verità e travisamenti delle grandi tradizioni. Spesso è anche piatto, inesatto, fasullo ed estremamente contraddittorio”. Pur riconoscendo che la complessità e l'immaginazione di Osho non fossero seconde a nessuno e che molte delle sue affermazioni fossero argute e toccanti (e forse, a volte, anche profonde), secondo Mullan ciò che rimaneva era un “potpourri di idee di controcultura e post-controcultura” focalizzate sull'amore e la libertà, sulla necessità di vivere nel momento, l'importanza del sé, il sentire di 'essere okay', il mistero della vita, l'etica del divertirsi, la responsabilità individuale del proprio destino e la necessità di abbandonare l'ego, la paura e il senso di colpa.
Il politologo e accademico Uday S. Mehta, nel valutare gli insegnamenti di Osho (in particolare gli errori nella sua interpretazione dello Zen, del Buddhismo Mahayana e il loro rapporto con la natura proto-materialista della filosofia tantrica), afferma che “non sorprende scoprire che Osho potrebbe cavarsela nonostante le molte, vistose contraddizioni e incoerenze dei suoi insegnamenti, dal momento che l'ascoltatore indiano medio (e in queste materie anche quello occidentale) ne sa così poco di sacre scritture o di scuole varie di pensiero che con un piccolo sforzo è possibile sfruttare la sua ignoranza e credulità”. Secondo Mehta, l'attrattiva di Osho sui discepoli occidentali era dovuta ai suoi esperimenti sociali (che stabilivano una connessione filosofica tra la tradizione dei guru orientali e il movimento di crescita occidentale). 

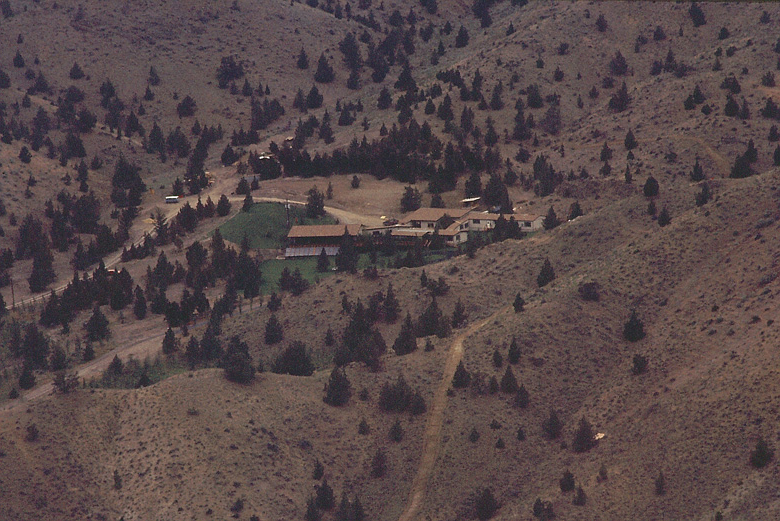
Casa di Osho nella comune statunitense in Oregon, nel 1982.

Nel 1996 Hugh B. Urban, professore in studi religiosi presso l'Ohio State University, definì l'insegnamento di Osho, come Mullan, né originale né particolarmente profondo, e osservò che gran parte del suo contenuto fosse ricavato da una serie di filosofie orientali e occidentali. Ciò che trovò veramente originale in Osho era il suo spiccato istinto per la strategia di marketing, con cui adattava i suoi insegnamenti alle mutevoli esigenze del suo pubblico (un tema sollevato anche da Gita Mehta nel suo libro Karma Cola: Marketing the Mystic East).
Nel 2005 Urban ha osservato che Osho subì una “notevole apoteosi” una volta tornato in India (soprattutto dopo la sua morte), che rappresentava ciò che Max Muller oltre un secolo fa aveva descritto come “quel circolo di rete planetaria attraverso cui, come una corrente elettrica, il pensiero orientale poteva correre verso l'Occidente e quello occidentale ritornare in Oriente”. Negando la dicotomia tra desideri materiali e spirituali e sottolineando l'ossessione per il sesso e le caratteristiche del corpo nella recente cultura consumistica del capitalismo, Osho creò un percorso spirituale in sintonia con le condizioni socio-economiche del suo tempo.
George Chryssides, nel suo Exploring New Religions del 1999 descrive Osho sostanzialmente come un maestro buddhista che promosse una sorta di “Zen Beat”, viste le affinità con i valori della cultura giovanile. Sottolineò inoltre che alcuni commentatori sbagliano a sminuire la sua figura, perché Osho non era un “filosofo dilettante” ma aveva alle spalle una brillante carriera accademica: “che si accettino o meno i suoi insegnamenti, non era un ciarlatano quando si trattava di esporre le idee di altri”. Chryssides vede gli elementi non sistematici, contraddittori e oltraggiosi degli insegnamenti di Osho come parte della natura dello Zen: l'insegnamento spirituale cerca infatti di produrre nel pubblico un tipo di cambiamento diverso da quello delle lezioni filosofiche (che mirano a migliorare la comprensione intellettuale).
Peter B. Clarke, nell'Enciclopedia dei nuovi movimenti religiosi (2006), osserva che Osho ha finito per essere “visto come un importante insegnante nella stessa India” ed è “sempre più riconosciuto come un grande maestro spirituale del ventesimo secolo, all'avanguardia nell'attuale tendenza della spiritualità di ‘accettare il mondo’ basata sull'auto-sviluppo”. Clarke afferma inoltre che le modalità delle terapie ideate da Osho, col suo atteggiamento liberale verso la sessualità vista come aspetto sacro della vita, hanno influenzato altri terapisti e gruppi New Age. Secondo lui, la motivazione principale dei ricercatori che aderivano al movimento non era “né la terapia né il sesso, ma la prospettiva di diventare illuminati, nel senso buddhista del termine”. Pochi raggiunsero l'obiettivo, la maggior parte dei membri ed ex membri sentivano di aver fatto progressi nell'autorealizzazione (così come definita dallo psicologo statunitense Abraham Maslow e dai movimenti del potenziale umano).
Il teologo Aldo Natale Terrin ha scritto che Osho "ha un senso forte, altissimo della vita, del momento, dell’istante; […] ha un eclettismo che si riassume in un esistenzialismo vivace, che implica una dimensione anche religiosa, un esistenzialismo con carattere ludico, una specie di amore per la vita in tutti i suoi momenti e in tutte le sue variazioni". Nella visione religiosa di Osho, l’esistenza è divina e deve essere vissuta nella sua pienezza, e "questa pienezza è il segno stesso del divino. Dio si nasconde, per così dire, nell’uomo. Dio è nella vita, nell’esistenza, nel vivere quotidiano". Terrin spiega che, secondo Osho, la piaga della nostra società è l’ego, l’attaccamento all’io, che c'impedisce di giocare, di ridere, di lasciarci andare. "Se uscissimo all’aria aperta, direbbe Osho, recupereremmo il senso della totale libertà. Arrendersi significherebbe cedere il proprio io, accantonarlo."

### Come leader carismatico
Alcuni commentatori hanno evidenziato il carisma di Osho. Paragonandolo a Gurdjieff, Anthony Storr ha scritto che Osho era “estremamente impressionante come persona” e che “molti di quelli che lo incontrarono per la prima volta sentirono che i loro sentimenti più intimi fossero stati immediatamente compresi, si sentirono accettati e inequivocabilmente accolti più che giudicati. [Osho] sembrava irradiare energia e risvegliare le potenzialità nascoste in coloro che entravano in contatto con lui”. Molti sannyasin dichiararono che dopo aver ascoltato Osho “si sono innamorati di lui”. La sociologa Susan J. Palmer, specialista di nuovi movimenti religiosi, ha osservato che anche i suoi critici attestarono il potere della sua presenza. Lo psichiatra e ricercatore James S. Gordon ricorda che si ritrovò inspiegabilmente a ridere come un bambino abbracciando sconosciuti e versando lacrime di gratitudine dopo uno sguardo lanciato da Osho sulla sua Rolls-Royce di passaggio.
La giornalista e storica Frances FitzGerald concluse, dopo l'ascolto diretto di Osho, che era un oratore brillante; fu sorpresa dal tuo talento comico (non evidente nei suoi libri) e dalla qualità ipnotica dei suoi discorsi che esercitavano un effetto profondo sul pubblico. Hugh Milne (Swami Shivamurti), un ex devoto che tra il 1973 e il 1982 lavorò a stretto contatto con Osho come capo della Guardia dell'Ashram di Pune e sua guardia del corpo personale, notò che il loro primo incontro gli aveva lasciato come la sensazione che tra di loro si fosse trasmesso più delle parole: “Non si tratta di invasione della privacy, non vi è allarme, ma è come se la sua anima scivolasse nella mia e in una frazione di secondo trasferisse informazioni vitali”. Milne ha sottolineato anche un altro aspetto della capacità carismatica di Osho: era “un brillante manipolatore del discepolo dalla fede cieca”.
Hugh B. Urban osserva che Osho pare adattarsi all'iconografia classica della figura carismatica descritta da Max Weber, dato che possedeva “uno straordinario potere sovrannaturale o ‘grazia’, che era essenzialmente irrazionale e affettiva”. Osho corrisponde al soggetto carismatico di Weber che rifiuta le leggi e le istituzioni razionali e pretende di sovvertire ogni autorità gerarchica, sebbene Urban rilevi che questa promessa di libertà assoluta, in realtà, produsse nelle comuni più grandi organizzazioni burocratiche e controlli istituzionali.
Alcuni studiosi hanno suggerito che Osho, come altri leader carismatici, possa aver avuto una personalità narcisistica. Nel suo articolo The Narcissistic Guru: A Profile of Bhagwan Shree Rajneesh, Ronald O. Clarke (Professore Emerito in Studi Religiosi presso la Oregon State University) sostiene che Osho possedeva tutte le caratteristiche tipiche del disturbo narcisistico di personalità: un senso grandioso della propria importanza e unicità, fantasie ossessive di successo illimitato, il bisogno di un'attenzione e ammirazione costante, una serie di tipiche reazioni alle minacce dell'autostima, confusione nelle relazioni interpersonali, cura ossessiva del proprio aspetto, una frequente tendenza a prevaricare (o perfino a dire il falso) e la mancanza di empatia. Commentando le memorie di Osho Bagliori di un'infanzia dorata, Clarke fa notare che Osho non ricevette una disciplina da parte dei genitori a causa dell'educazione troppo indulgente impartita dai nonni. Lo stato di Buddha auto-proclamato da Osho, conclude, era parte di una condizione delirante associata al suo disturbo narcisistico di personalità (un eccesso di ego piuttosto che una sua assenza).
Il giornalista ateo Christopher Hitchens tracciò così un ritratto di Osho come guru: 

### Come oratore e pensatore
Ci sono diverse opinioni sulle qualità di Osho come pensatore e oratore. Khushwant Singh, autore, storico ed ex direttore del Hindustan Times lo ha definito “il pensatore più originale che l'India abbia mai prodotto: il più erudito, la mente più lucida e il più innovativo”. Egli vede Osho come un “libero pensatore agnostico” capace di illustrare concetti astratti con un linguaggio semplice (accompagnato da aneddoti spiritosi) che derideva le divinità, i profeti, le scritture e i rituali religiosi, e che ha dato una nuova dimensione alla religione Il filosofo tedesco Peter Sloterdijk, che divenne un discepolo di Rajneesh alla fine degli anni settanta, lo ha chiamato "Wittgenstein delle religioni" e lo considera una delle più grandi figure del ventesimo secolo. A suo avviso, Osho operò una decostruzione radicale dei giochi di parole messi in atto dalle religioni di tutto il mondo.
Agli inizi degli anni ottanta diversi commentatori della stampa popolare erano sprezzanti verso Osho. Il critico e scrittore australiano Clive James lo ribattezzò “Bagwash” paragonando l'ascolto dei suoi discorsi allo stare in una lavanderia guardando “brandelli della vostra biancheria intima che vorticano fradici per ore mentre trasudano schiuma grigia. Così appaiono i discorsi del Bagwash”. James conclude affermando che Osho, sebbene fosse “un esempio piuttosto benigno del suo genere”, “era un insopportabile sciocco che manipola il manipolabile nel manipolare gli uni con gli altri”. In risposta a una recensione entusiastica di uno dei discorsi di Osho scritta da Bernard Levin sul Times, Dominik Wujastyk affermò che secondo lui il discorso ascoltato durante una visita all'ashram di Pune era di livello molto basso, ripetitivo in maniera estenuante e spesso sostanzialmente errato; egli (Levin) fu condizionato dal culto della personalità che circondava Osho.
Nel Seattle Post-Intelligencer (gennaio 1990) lo scrittore statunitense Tom Robbins ha scritto che i libri di Osho lo hanno convinto che Osho fosse "il più grande maestro spirituale" del ventesimo secolo. Robbins (sottolineando che non era un suo discepolo) afferma inoltre di aver "letto una tale, feroce propaganda contro di lui e resoconti tendenziosi da sospettare che egli sia una delle figure più calunniate della storia”. Secondo Paolo Franceschetti, giurista e studioso di religioni, ciò che rende unico l'insegnamento di Osho rispetto a quello di altre tradizioni spirituali e di altri maestri, è la sua modernità, l'essere comprensibile anche all'uomo comune privo di "una particolare cultura".
Il commento di Osho all'inno Japji Sahib del guru Nanak Dev è stato accolto dall'ex presidente dell'India Giani Zail Singh come il migliore in circolazione. Nel 2011 Farrukh Dhondy (scrittore britannico nato a Pune) ha definito Osho “il più intelligente truffatore intellettuale che l'India abbia mai generato. La sua produzione di ‘interpretazioni’ di testi indiani è specificamente calibrata verso una generazione di disillusi occidentali che volevano (e forse vogliono ancora) avere “la botte piena e la moglie ubriaca”, (e) pretendono allo stesso tempo che questa sia la più alta virtù in base alla saggezza antica-mista-alla-scienza”.

## L'eredità spirituale di Osho
(Osho, The Path of the Mystic, 1986)
Se gli insegnamenti di Osho vennero disapprovati nel suo paese d'origine finché egli era in vita, dopo la sua morte l'atteggiamento è mutato. Nel 1991 un influente giornale indiano ha incluso Osho, Gautama il Buddha e il Mahatma Gandhi tra le dieci persone più influenti sul destino dell'India; nel caso di Osho, in particolare, nel “liberare le menti delle generazioni future dai ceppi della religiosità e del conformismo”. Osho ha ricevuto più consensi in patria dopo la sua morte che quando era in vita. Nel The Indian Express, l'editorialista scrisse “Il defunto Rajneesh era un raffinato interprete delle assurdità sociali che hanno distrutto la felicità umana”. Nel 2006, durante una celebrazione del 75º anniversario della nascita di Osho, il cantante indiano Wasifuddin Dagar ha detto che i suoi insegnamenti sono “più pertinenti nello scenario attuale di quanto non lo fossero prima”. In Nepal, nel gennaio 2008, c'erano sessanta Centri di Meditazione di Osho con quasi 45 000 discepoli iniziati.
Le opere di Osho sono state accolte nella Biblioteca del Parlamento Nazionale Indiano a Nuova Delhi e (nel 1998) nella Biblioteca del Congresso di Washington D.C. Figure di spicco come il primo ministro indiano e lo scrittore sikh Khushwant Singh hanno espresso la loro ammirazione per Osho, così come altri intellettuali, politici e personaggi dello spettacolo. L'attore di Bollywood e discepolo di Osho Vinod Khanna, che lavorò come giardiniere nel Rajneeshpuram in Oregon, è stato ministro degli Affari Esteri in India dal 2003 al 2004. I libri con i discorsi di Osho sono circa 650.. Dopo quasi due decenni di polemiche e uno di stabilizzazione, il movimento di Osho si è affermato nel mercato delle nuove religioni. I suoi seguaci hanno ridefinito i suoi contributi, riformulato gli elementi centrali del suo insegnamento per renderlo meno controverso agli occhi degli estranei. La società nordamericana e quella dell'Europa occidentale è diventata più indulgente verso le tematiche spirituali come lo yoga e la meditazione.
L'Osho International Foundation (OIF) promuove seminari per la gestione dello stress per clienti aziendali, come IBM e BMW, con un fatturato (registrato nel 2000) che oscilla tra 15 milioni e i 45 milioni di dollari annuali negli Stati Uniti. L'ashram di Osho a Pune è diventato l'Osho International Meditation Resort, ed è stato paragonato all'istituto Esalen di Big Sur. È una delle maggiori attrazioni turistiche dell'India, vi si insegnano diverse tecniche spirituali provenienti da molteplici tradizioni e appare come un'oasi spirituale: uno “spazio sacro” per scoprire se stessi e conciliare i desideri del corpo e della mente nel contesto di un resort. Secondo la stampa, attira circa 200 000 persone ogni anno provenienti da tutto il mondo. I visitatori sono stati politici, personalità dei media e il Dalai Lama. Prima di entrare nel villaggio, bisogna effettuare un test dell'HIV: se si risulta positivi non si è ammessi. Nel 2011, presso il Dipartimento di Filosofia del Mankunwarbai College per donne a Jabalpur, è stato inaugurato un seminario nazionale sugli insegnamenti di Osho, finanziato dalla sede di Bhopal dell'University Grants Commission. Il seminario è incentrato sull'insegnamento di Osho relativo a “Zorba il Buddha” e ha cercato di riconciliare la spiritualità con un approccio materialista e oggettivo.

### La produzione editoriale
Le registrazioni originali delle parole di Osho sono conservate in un deposito in Nord America altamente protetto e climaticamente isolato (si tratta di una struttura usata dalle compagnie hollywoodiane, come la MGM, per conservare gli originali delle loro produzioni cinematografiche). L'archivio originale è di proprietà dell'Osho International Foundation, con sede in Svizzera. All'inizio degli anni novanta si è proceduto, a Londra, alla rimasterizzazione digitale con uso di tecnologie che hanno permesso agli operatori di migliorarne la qualità. Vi sono in commercio circa 650 libri di Osho, quasi tutti sono trascrizioni di suoi discorsi registrati, per un totale di 4 800 ore di discorsi audioregistrati in lingua inglese, 4 000 in hindi, e registrazioni video pari a 3 000 ore (dal 1977 in avanti).

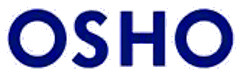
Logo dell'Osho International Foundation.

Dalla morte di Osho, avvenuta nel 1990, la vendita dei suoi libri è aumentata in maniera considerevole: nel 1993 furono venduti nel mondo 640.000 libri in lingua inglese; nel solo 2004 le vendite si sono attestate a 6 milioni di copie e, in totale, fino a quell'anno, sono state vendute circa 25 milioni di copie, tradotte in oltre 40 lingue, con una media di due milioni e mezzo di copie vendute all'anno.
Negli Stati Uniti, dopo una battaglia legale di dieci anni con la Osho Friends International (OFI), la Osho International Foundation ha perso i diritti esclusivi sul marchio OSHO nel gennaio 2009. Nell'ottobre 2017 il Tribunale dell'Unione europea ha invece confermato che l'OIF è proprietaria del marchio OSHO, respingendo la petizione dell'Osho Lotus Commune di Colonia (Germania) contro Ufficio dell'Unione europea per la proprietà intellettuale (EUIPO).

## Opere
I discorsi di Osho sono stati trascritti e raccolti in circa 650 libri, di cui oltre 200 tradotti in italiano.

Bibliografia dei libri pubblicati in Italia suddivisi per argomento:
Amore
- Dall'amore all'amare, Milano, Mondadori, 2016. ISBN 978-88-04672-66-1.
- In amore vince chi ama, Milano, Mondadori, 2014. ISBN 978-88-04-63562-8.
- Dal sesso all'eros cosmico, Milano, Bompiani, 2013. ISBN 978-88-452-7302-5.
- Tu sei amore, Firenze, Giunti, 2012. ISBN 978-88-440-4518-0.
- Innamorarsi dell'amore, Milano, Mondadori, 2010. ISBN 978-88-04-59652-3.
- Con te e senza di te, Milano, Mondadori, 2009. ISBN 978-88-04-58667-8.
- Questioni d'amore, Viterbo, Nuovi Equilibri, 2004. ISBN 978-88-7226-795-0.
- Amore e libertà, Milano, Bompiani, 2000. ISBN 978-88-452-4332-5.
- Quell'oscuro intervallo è l'amore, Bussolengo, Demetra, 1996. ISBN 88-440-0063-6.

Autobiografici
- Libri che ho amato, Tradate (Va), Oshoba, 2010.
- Una vertigine chiamata vita, Milano, Mondadori, 2009. ISBN 978-88-04-59026-2.
- Mai nato, mai morto, Torino, Vivalda, 2008. ISBN 978-88-7480-125-1.
- Appunti di un folle, Tradate (Va), Oshoba, 2007.
- Un maestro, Milano, Edizioni del Cigno, 2007. ISBN 978-88-87062-42-7.
- Avere un maestro, essere un discepolo, Milano, Edizioni del Cigno, 2003. ISBN 978-88-87062-23-6
- Semi di saggezza (lettere a una discepola), Arona (No), News Services Corporation, 2002.
- Una tazza di tè (lettere a discepoli e amici), Arona (No), News Services Corporation, 1999.
- Bagliori di un'infanzia dorata, Roma, Edizioni Mediterranee, 1988. ISBN 978-88-272-0839-7.
- Rajneesh Buddhafield. Il maestro dei maestri, Carmagnola (To), Arktos, 1984.
- Dimensioni oltre il conosciuto, Roma, Edizioni Mediterranee, 1982. ISBN 978-88-272-0234-0.

Benessere
- L'istinto. Riscoprire e vivere la propria natura, Milano, Riza, 2012. ISBN 978-88-7071-169-1.
- Il benessere emotivo, Milano. Mondadori, 2010. ISBN 978-88-04-59579-3.
- La gioia. La felicità che affiora dall'interno, Milano, Riza, 2009. ISBN 978-88-7071-136-3.
- La verità che cura, Milano, Mondadori, 2009. ISBN 978-88-04-58559-6.
- Cogli l'attimo, Milano, Feltrinelli, 2009. ISBN 978-88-07-72099-4.
- Intimità. Fidarsi di se stessi e degli altri, Milano, Riza, 2007. ISBN 978-88-7071-119-6.
- Consapevolezza. La chiave per vivere in armonia , Milano, Riza, 2006. ISBN 978-88-7071-103-5.
- Il gioco delle emozioni. Liberarsi da rabbia, paura e gelosia, Milano, Oscar Mondadori, 2004. ISBN 88-04-53354-4.

Buddhismo
- Il sutra del diamante, Milano, Edizioni del Cigno, 1995. ISBN 88-7303-117-X.
- Il sutra del cuore, Milano, Edizioni del Cigno, 1996. ISBN 978-88-87062-37-3.
- La disciplina della trascendenza, Milano. Bompiani, 2002. ISBN 978-88-452-5077-4. (commenti al "Sutra in 42 Capitoli" Vol. 1)
- La mente che mente, Milano, Feltrinelli, 2006. ISBN 978-88-503-2289-3. (commenti al "Dhammapada" di Gautama il Buddha Vol. 1)
- La saggezza dell'innocenza', Milano, Feltrinelli, 2007. ISBN 978-88-07-81952-0.' (commenti al "Dhammapada" di Gautama il Buddha Vol. 2)
- Buddha. La vita e gli insegnamenti, Cesena (FC), Macro Edizioni, 2007. ISBN 88-7507-789-4.
- L'avventura della verità, Milano, Feltrinelli, 2008. ISBN 978-88-503-2284-8. (commenti al "Dhammapada" di Gautama il Buddha Vol. 3)
- Una risata vi risveglierà, Milano, Feltrinelli, 2010. ISBN 978-88-07-72166-3. (commenti al "Dhammapada" di Gautama il Buddha Vol. 4)
- Il mondo è in fiamme, Milano, Apogeo, 2010. ISBN 978-88-503-2935-9. (commenti al "Dhammapada" di Gautama il Buddha Vol. 5)
- L'intuizione della realtà, Milano, Apogeo, 2012. ISBN 978-88-503-3074-4. (commenti al "Dhammapada" di Gautama il Buddha Vol. 6)
- Il tempo che non conosce tempo, Milano, Urra, 2014. ISBN 978-88-503-1701-1. (commenti al "Dhammapada" di Gautama il Buddha Vol. 7)
- Il potere della fragilità, Milano, Bompiani, 2014. ISBN 978-88-452-7613-2. (commenti al "Sutra in 42 Capitoli" Vol. 2)

Chassidismo
- L'arte di morire, Firenze, La Giuntina, 1992. ISBN 88-85943-64-0.
- La vera saggezza, Milano, Bompiani, 2004. ISBN 88-452-3286-7.

Cristianesimo
- Teologia mistica. Discorsi sul trattato di San Dionigi, Genova, ECIG, 1998. ISBN 978-88-7545-351-0.
- Il seme della ribellione. Commenti ai Vangeli Apocrifi di San Tommaso Vol. 1, Tradate (Va), Oshoba, 2000.
- Il seme della ribellione. Commenti ai Vangeli Apocrifi di San Tommaso Vol. 2, Tradate (Va), Oshoba, 2001.
- Il seme della ribellione. Commenti ai Vangeli Apocrifi di San Tommaso Vol. 3, Tradate (Va), Oshoba, 2002.
- Cristianesimo e zen, Riza, Milano, 2002. ISBN 978-88-7071-056-4.
- Lasciate che i morti seppelliscano i propri morti. Commento ai Vangeli di Matteo, Marco, Luca e Giovanni, Roma, Il Minotauro, 2006. ISBN 88-8073-144-0.
- Il miracolo più grande. Commento ai vangeli, Milano, Mondadori, 2010. ISBN 88-04-60289-9.
- Vi parlo di Gesù, Lido di Ostia Ponente (RM), Europa Libri, 2010. ISBN 978-88-904400-0-7.

Donna
- La donna. Una nuova visione, Arona (No), News Services Corporation, 2006.
- Il mistero femminile, Milano, Mondadori, 2013. ISBN 978-88-04-62666-4.

Meditazione
- Il libro dei segreti. Discorsi su Vijnana Bhairava Tantra, Milano, Bompiani, 1978. (commenti al Vijnana Bhairava Tantra Vol. 1)
- Meditazione dinamica. L'arte dell'estasi interiore, Roma, Edizioni Mediterranee, 1979.
- Il libro arancione. Le tecniche di meditazione di Osho, Roma, Edizioni Mediterranee, 1983. ISBN 88-272-0145-9.
- Amore, scienza e meditazione. Le dimensioni dell'uomo nuovo, Torino, Psiche, 1984.
- Meditazione. La prima e l'ultima libertà. Una guida pratica alla meditazione, Roma, Edizioni Mediterranee, 1989.
- Invito al silenzio. Una introduzione al mondo interiore, Arona (No), News Services Corporation, 1997.
- Che cos'è la meditazione, Milano, Mondadori, 1997. ISBN 88-04-42156-8.
- Meditazione, motivazione & management. Discorsi tratti dalle opere di Osho, Arona (No), News Services Corporation, 1997.
- Il sentiero dell'essere, Torino, Lo Scarabeo, 1998. ISBN 978-600-08-2308-5.
- Iniziazione alla meditazione. Il risveglio della consapevolezza, Roma, Edizioni Mediterranee, 1999. ISBN 88-272-1271-X.
- L'occhio del ciclone. Discorsi sull'energia kundalini e sulla Meditazione Dinamica tenuti al campo di meditazione di Nargol, Gujarat, India dal 2 al 5 Maggio 1970, Arona (No), News Services Corporation, 1999. (discorsi sull'energia kundalini Vol. 1)
- La meditazione. Passo dopo passo. Discorsi spontanei tenuti da Osho ad amici e ricercatori del vero durante un campo di meditazione a Mahabaleshwar, in India, Arona (No), New Service Corporation, 1999; Novara, De Agostini, 2009. ISBN 978-88-418-5767-0.
- L'esperienza della meditazione. Un maestro di realtà contemporaneo introduce al mondo interiore, Torino, Psiche, 2000. ISBN 978-88-85742-13-0.
- I segreti della trasformazione, Milano, Tascabili Bompiani, 2000. ISBN 88-452-4459-8. (commenti al Vijnana Bhairava Tantra Vol. 2)
- Alleggerire l'anima, Milano, Oscar Mondadori, 2001. ISBN 88-04-49071-3.
- Meditazione: la soglia interiore, Arona (No), News Services Corporation, 2002. (Edito anche presso: Tradate (Va), Oshoba, 2002.)
- I segreti del tantra, Milano, Bompiani, 2003. ISBN 88-452-5492-5. (commenti al Vijnana Bhairava Tantra Vol. 3)
- Vortici di energia, Arona (No), News Services Corporation, 2004. (discorsi sull'energia kundalini Vol. 2)
- L'arte dell'equilibrio, con CD audio, Milano, Bompiani, 2004. ISBN 88-452-1208-4.
- La natura dell'invisibile, Arona (No), News Services Corporation, 2005. (discorsi sull'energia kundalini Vol. 3)
- I segreti della gioia, Milano, Tascabili Bompiani, 2005. ISBN 978-88-452-3398-2. (commenti al Vijnana Bhairava Tantra Vol. 4)
- La meditazione che cura, Milano, Red, 2006. ISBN 88-7447-404-0.
- I segreti del risveglio, Milano, Bompiani, 2007. ISBN 978-88-452-5854-1. (commenti al Vijnana Bhairava Tantra Vol. 5)
- Cogli l'attimo. Metodi, esercizi, testi e stratagemmi per ritrovare l'armonia dentro sé, Milano, Urra, 2005. ISBN 88-503-2384-0; Milano, Feltrinelli, 2009. ISBN 978-88-07-72099-4.
- La meditazione che cos'è? La base per una nuova religiosità, Orbassano (TO), Uno Editori, 2011. ISBN 978-88-97623-00-7.
- Gioia e meditazione. Intuizione per risvegliare la propria essenza, Orbassano (TO), Uno Editori, 2011. ISBN 978-88-97623-32-8.
- Incensi e meditazione. Le fragranze dell'anima, Torino, Lo Scarabeo, 2012. ISBN 978-88-6527-163-6.
- Il sentiero del reale, Torino, Lo Scarabeo, 2013. ISBN 978-600-07-7088-4.
- Meditazione per chi ha fretta, Milano, Mondadori, 2016. ISBN 978-88-046-6150-4.

Morte
- Morte. La grande finzione, Bologna, OM, 2009. ISBN 978-88-95687-24-7.

Psicologia
- La rivoluzione interiore, Roma, Edizioni Mediterranee, 1983. ISBN 978-88-272-0837-3.
- Oltre le frontiere della mente, Torino, Psiche, 1992. ISBN 88-85142-26-5.
- Oltre la psicologia, Tradate (Va), Oshoba, 2000. ISBN 978-600-09-7955-3.

Sufismo
- Scolpire l'immenso, Milano, Feltrinelli, 2001. ISBN 88-503-2677-7. (commento al poema "Hadiqua, il giardino cintato della verità" di Hakim Sanai)
- Le onde e l'oceano, Peschiera del Garda (VR), Edizioni del Cigno, 2004, ISBN 978-88-87062-28-1.
- Il segreto, Peschiera del Garda (VR), Edizioni del Cigno, 2004. ISBN 978-88-87062-29-8.
- La porta sull'eternità, Peschiera del Garda (VR), Edizioni del Cigno, 2005. ISBN 978-88-87062-31-1.
- La magia del semplice, Milano, Bompiani, 2009. ISBN 978-88-452-6257-9.
- Il velo impalpabile. Discorsi su Il giardino cintato della verità di Hakim Sanai, Milano, Apogeo, 2009. ISBN 978-88-503-2678-5. (commento al poema Hadiqua, il giardino cintato della verità di Hakim Sanai)
- La leggenda delle sabbie, Firenze, Giunti, 2010. ISBN 978-88-440-3677-5.
- Lo specchio del cuore, Milano, Apogeo, 2011. ISBN 978-88-503-1351-8; Milano, Feltrinelli, 2016. ISBN 978-88-07887-40-6. (commento al poema "Hadiqua, il giardino cintato della verità" di Hakim Sanai)
- Nelle tue mani, Firenze, Giunti, 2013. ISBN 978-88-440-4362-9.
- La creazione del presente, Milano, De Agostini, 2013. ISBN 88-418-9586-1. (dalla serie di discorsi "The Perfect Master" Vol. 1)
- Ritorno al presente, Milano, De Agostini, 2014. ISBN 978-88-511-2186-0. (dalla serie di discorsi "The Perfect Master" Vol. 2)

Tantra
- Tantra. La comprensione suprema, Milano, Bompiani, 1993. ISBN 978-88-452-2074-6.
- Tantra, spiritualità e sesso, Genova, ECIG, 1993. ISBN 978-88-7545-542-2.
- L'esperienza tantrica, Arona (No), News Services Corporation, 1996.
- Tantra, Milano, Bompiani, 2001. ISBN 978-88-452-9154-8.
- L'amore nel tantra, Milano, ES, 2004. ISBN 978-88-85357-83-9.
- Liberi di essere. Il libro della comprensione, Milano, Mondadori, 2007. ISBN 978-88-04-56414-0.
- L'amore nel Tantra, Milano, Mondadori, 2009. ISBN 978-88-04-58662-3.
- La visione tantrica, Arona (No), News Services Corporation, 2009. ISBN 978-600-02-2745-6.
- Tantra, amore e meditazione, Milano, Mondadori, 2012. ISBN 978-88-04-62173-7.

Taoismo
- Fra le rive del nulla, Roma, Edizioni Mediterranee, 1992. ISBN 978-88-272-0146-6. (discorsi sul Tao-Te-Ching di Lao Tzu Voll. 1-2)
- Il cuore celeste, Arona (No), News Services Corporation, 2001. ISBN 978-600-107-974-0.
- Lo splendore dell'essere, Arona (No), News Services Corporation, 2001. ISBN 978-600-114-854-5.
- La luce nell'abisso, Arona (No), News Services Corporation, 2002. ISBN 978-600-119-512-9.
- Il sacro fuoco, Arona (No), News Services Corporation, 2002. ISBN 978-600-125-844-2.
- I libri del fiore d'oro, Milano, Bompiani, 2007. ISBN 978-88-486-0341-6. (discorsi su Il segreto del fiore d'oro di Richard Wilhelm)
- Il regno dell'accadere, Roma, Edizioni Mediterranee, 2009. ISBN 978-88-272-2040-5. (discorsi sul Tao-Te-Ching di Lao Tzu Vol. 4)
- Il candore della dignità, Milano, Bompiani, 2010. ISBN 978-88-452-6473-3.
- La via del sole e del vento, Roma, Edizioni Mediterranee, 2012. ISBN 978-88-272-2204-1. (discorsi sul Tao-Te-Ching di Lao Tzu Vol. 3)
- Il tempo del sole e del vento, Roma, Edizioni Mediterranee, 2013. ISBN 978-88-272-2232-4. (discorsi sul Tao-Te-Ching di Lao Tzu Vol. 5)
- La forza di rinascere. A passeggio nel Tao, Milano, Bompiani, 2015. ISBN 978-88-452-7933-1.

Tradizioni occidentali
- Philosophia perennis. Vol. 1, Genova, ECIG, 1986. ISBN 978-88-7545-767-9. (discorsi sui "Versi Aurei" di Pitagora)
- Zarathustra un dio che danza, Genova, ECIG, 1989. ISBN 88-7545-352-7. (commenti allo "Zarathustra" di Friedrich Nietzsche)
- Zarathustra il profeta che ride, Genova, ECIG, 1991. ISBN 88-7545-445-0. (commenti allo "Zarathustra" di Friedrich Nietzsche)
- Philosophia perennis. Vol. 2, Genova, ECIG, 1997. ISBN 978-88-7545-768-6. (discorsi sui "Versi Aurei" di Pitagora)
- La nuova alchimia, Torino, Psiche, 1997. ISBN 978-88-85142-12-1. (commento a "La Luce sul Sentiero" di Mabel Collins)
- L'armonia nascosta, Genova, ECIG, 2003. ISBN 978-88-7545-952-9. (discorsi sui frammenti di Eraclito)
- I silenzi dell'anima, Milano, Edizioni del Cigno, 2006. ISBN 978-88-87062-40-3. (commenti al "Profeta" di Kahlil Gibran)
- I sentieri dell'anima, Milano, Edizioni del Cigno, 2010. (commenti al "Profeta" di Kahlil Gibran)
- Gli abissi dell'anima, Milano, Edizioni del Cigno, 2012. ISBN 978-88-87062-13-7. (commenti al "Profeta" di Kahlil Gibran)
- Il circolo virtuoso, Milano, Cairo Publishing. 2013. ISBN 978-88-6052-510-9. (discorsi sulla poesia "Desiderata" di Max Ehrmann)

Tradizioni orientali
- Il battito dell'assoluto, Genova, ECIG, 1991. ISBN 978-88-7545-713-6. (discorsi sull'"Ishavasya Upanishad")
- La dottrina suprema, Milano, Bompiani, 2001. ISBN 978-88-452-5011-8. (discorsi sulla "Kena-Upanishad")
- Il libro della consapevolezza, Milano, Edizioni del Cigno, 2001. ISBN 978-88-87062-24-3. (commenti al messaggio di Atisha)
- L'essenza segreta, Milano, Cairo, 2006. ISBN 978-88-6052-019-7. (commenti ai canti di Kabīr)
- Il libro dell'alchimia interiore, Milano, Edizioni del Cigno, 2006. ISBN 978-88-87062-33-5. (commenti al messaggio di Atisha)
- India un amore. Un viaggio spirituale nella terra dei Buddha, Verona, Cerchio della Luna, 2006. ISBN 978-88-87295-54-2.
- Il libro della saggezza, Milano, Edizioni del Cigno, 2007. ISBN 978-88-87062-34-2. (commenti al messaggio di Atisha)
- Il libro del risveglio, Milano, Edizioni del Cigno, 2008. ISBN 978-88-87062-35-9. (commenti al messaggio di Atisha)
- I maestri raccontano, Milano, Mondadori, 2008. ISBN 978-88-04-58322-6. (commenti a testi hindu, sufi, tao e zen)
- I misteri occulti dell'oriente, Genova, ECIG, 2010. ISBN 978-88-7544-201-9.
- Essere se stessi, Firenze, Giunti, 2010. ISBN 978-88-440-3765-9. (commenti ai canti di Kabir)
- La vita è dono, Novara, De Agostini, 2010. ISBN 978-88-418-6234-6. (commenti ai canti dei Baul)
- La vita è gioco, Novara, De Agostini, 2011. ISBN 978-88-418-6883-6. (commenti ai canti dei Baul)
- Sii felice adesso, Milano, Cairo, 2011. ISBN 978-88-6052-384-6. (commenti all'"Ashtavakra Samhita")
- Al di là della paura, oltre il rancore, Milano, De Agostini, 2012. ISBN 978-88-418-7311-3. (commento agli insegnamenti di Guru Nanak)
- La rivoluzione del cuore, Milano, Cairo, 2012. ISBN 978-88-6052-446-1. (commenti all'"Ashtavakra Samhita")
- Gita Darshan. Vol. 1: Yoga della disperazione, yoga della comprensione, Colle di Val d'Elsa (Si), Laris, 2013. ISBN 978-88-96773-09-3. (discorsi sul "Bhagavad Gita")
- Questa è la vita, Milano, Mondadori, 2013. ISBN 978-88-04-62561-2. (discorsi sulle "Mandukya Upanishad")
- Estasi. Il linguaggio dimenticato, Novara, De Agostini, 2013. ISBN 978-88-418-8572-7. (commenti ai canti di Kabir)
- Armonia. Il linguaggio dell'essere, Milano, De Agostini, 2015. ISBN 978-88-511-3193-7. (commenti ai canti di Kabir)
- Pioggia a ciel sereno, Milano, Feltrinelli, 2015. ISBN 978-88-07-88583-9. (commenti ai versi di Sahajo)

Yoga
- Yoga. La scienza dell'anima Vol. 1, Genova, ECIG, 1990. ISBN 978-88-7545-390-9.
- Yoga. La scienza dell'anima Vol. 2, Genova, ECIG, 1991. ISBN 978-88-7545-406-7.
- Yoga. La scienza dell'anima Vol. 3, Genova, ECIG, 1991. ISBN 978-88-7545-463-0.
- Yoga della comprensione interiore, Milano, Mondadori, 2009. ISBN 978-88-04-58962-4.
- Yoga: potenza e libertà, Milano, Mondadori, 2009. ISBN 978-88-04-59364-5.
- Yoga: il respiro dell'infinito, Milano, Mondadori, 2009. ISBN 978-88-04-61191-2.
- Yoga per il corpo, la mente e lo spirito, Milano, Mondadori, 2011. ISBN 978-88-04-60910-0.
- Yoga: la scienza dell'anima, Milano, Mondadori, 2011. ISBN 978-88-04-60911-7.
- Yoga: amore e meditazione, Milano, Mondadori, 2013. ISBN 978-88-04-63174-3.
- Yoga: l'energia che trasforma, Milano, Mondadori, 2015. ISBN 978-88-04-65870-2.

Zen
- Koan zen: l'oca è fuori, Genova, ECIG, 1988. ISBN 978-88-7545-285-8.
- Antico canto dei pini. Lo zen passo per passo, Torino, Psiche, 1991. ISBN 978-88-85142-23-7.
- Nirvana. L'ultimo incubo, Genova, ECIG, 1991. ISBN 978-88-7545-416-6.
- Il libro del nulla (discorsi su "La mente fiduciosa" di Sosan), Roma, Edizioni Mediterranee, 1992. ISBN 978-88-272-0047-6.
- Il Manifesto dello Zen, Tradate (Va), Oshoba, 1993.
- Cristianesimo e zen, Riza, Milano, 2002. ISBN 978-88-7071-056-4.
- Una perfetta imperfezione, Milano, Cairo, 2007. ISBN 978-88-6052-107-1.
- I tarocchi zen di Osho. Il gioco trascendente dello zen. Con 79 carte, Torino, Lo Scarabeo, 2008. ISBN 978-88-8395-859-5.
- L'arte del mutamento. Discorsi sullo zen, Milano, Mondadori, 2009. ISBN 978-88-04-58668-5.
- La danza della luce e delle ombre, Milano, Feltrinelli, 2011. ISBN 978-88-07-72287-5.
- I tarocchi nello spirito dello zen, Torino, Lo Scarabeo, 2011. ISBN 978-88-6527-113-1.
- Il sussurro della sorgente interiore, Milano, Bompiani, 2011. ISBN 978-88-45-26695-9.
- La ballata del cuculo solitario, Roma, Europa Libri, 2011. ISBN 978-88-904400-5-2.
- Il canto della meditazione (commenti al Canto della Meditazione di Hakuin), Milano, Mondadori, 2011. ISBN 978-88-04-61289-6.
- Dieci storie zen. Lo zen spiegato con lo zen, Roma, Edizioni Mediterranee, 2012. ISBN 978-88-272-2174-7.
- Il sentiero si crea camminando. Lo zen come metafora della vita, Milano, Feltrinelli, 2013. ISBN 978-88-07-88210-4.
- La ricerca. Conversazioni sui dieci tori dello zen, Baiso (RE), Verdechiaro, 2013. ISBN 978-88-6623-083-0.
- Su la testa! La morte di Dio e la nascita dell'uomo, Milano, Apogeo, 2013. ISBN 978-88-503-3192-5.
- Zen: il lampo di diamante, Milano, Edizioni del Cigno, 2013. ISBN 978-88-87062-46-5.
- L'eterno contrasto, Milano, Feltrinelli, 2014. ISBN 978-88-07-88447-4.
- Uno specchio limpido. Risvegliarsi nello zen, Milano, Mondadori, 2017. ISBN 978-88-04-67919-6.

DVD con i discorsi di Osho
- La meditazione che cos'è? (tratto dalla serie di discorsi "From Misery to Enlightenment"), Uno Editori, Orbassano (To), 2012.
- Libertà dai propri limiti (tratto dalla serie "The Invitation" # 4), Oshoba, Tradate (Va).
- Stati di coscienza superiore (tratto dalla serie "From ignorance to innocence"), Infinito Edizioni, Formigine (Mo), 2010.
- Un tuffo nell'esistenza (tratto dalla serie "From Unconsciousness to Consciousness" # 27), Oshoba, Tradate (Va),
- Vivi felice (tratto dalla serie "The Transmission of the Lamp" # 31), Uno Editori, Orbassano (To), 2011.
- Osho Dynamic Meditation, New Earth Records, Monaco di B., 2010.
- Una storia d'amore con l'esistenza (tratto dalla serie "Yakusan: straight to the point of enlightenment # 4), Uno Editori, Orbassano (To), 2009.
- Ha un senso la vita?, Infinito Edizioni, Formigine (Mo), 2010.
- L'innocenza è pura intelligenza (tratto dalla serie "The transmission of the lamp" # 26), Uno Editori, Orbassano (To), 2008.
- Trova la tua voce interiore (tratto dalla serie "From Ignorance to Innocence" # 13), Uno Editori, Orbassano (To), 2009.
- Amore e odio (tratto dalla serie "From misery to enlightenment" # 13), Uno Editori, Orbassano (To), 2008.
- Giusto o Sbagliato? (tratto dalla serie "From Darkness to Light" # 19), Uno Editori, Orbassano (To), 2009.
- Gioia e Meditazione, Uno Editori, Orbassano (To), 2011.
- I tre volti dell'amore (intervista con Leslie Porter, giornalista di Vogue), Oshoba, Tradate (Va), 2011.
- Il rispetto per se stessi (tratto dalla serie "Satyam Shivam Sunderam" # 16), Oshoba, Tradate (Va), 2007.
- Vivere nell'insicurezza (tratto dalla serie The New Dawn # 6), Oshoba, Tradate (Va), 2006.
- Quando la competizione fallisce, Uno Editori, Orbassano (To), 2013.
- Le dieci età dell'uomo, Uno Editori, Orbassano (To), 2012.
- La spontaneità (tratto dalla serie "From Ignorance to Innocence" # 7), Uno Editori, Orbassano (To), 2012.
- Il rispetto per se stessi (tratto dalla serie "Satyam Shivam Sunderam" # 16), Oshoba, Tradate (Va), 2007.
- Sei pronto a rubare la verità al tuo maestro? (tratto dalla serie di discorsi "From Darkness to Light" # 10), Oshoba, Tradate (Va), 2012.
- Il primo giorno di una vita nuova (tratto dalla serie di discorsi "From Death to the Deathlessness" # 23), Oshoba, Tradate (Va).
- Libertà dai propri limiti (tratto dalla serie di discorsi "The Invitation" # 4), Oshoba, Tradate (Va).
- Alle radici della paura (tratto da "The Last Testament", vol. 2 # 16 e "Om Mani Padme Hum" # 3), Oshoba, Tradate (Va).
- Vi lascio il mio sogno (documentario sulla morte di Osho), Oshoba, Tradate (Va), 2013.

## Filmografia
- Viaggio nell'utopia, documentario Rai, con intervista a Osho, di Giovanni Costa (voce narrante di Arnoldo Foà), 1972.
- A Contemporary Guru: Rajneesh and his dynamic meditation cult, documentario di David M. Knipe; University of Wisconsin, 1975.
- Bhagwan, documentario prodotto e diretto da Robert Hillmann, 1978.
- Ashram in Poona: Bhagwan's Experiment, documentario tedesco scritto e diretto da Wolfgang Dobrowolny, 1979.
- Osho, Bhagwan Shree Rajneesh (conosciuto anche come Osho, il soave clown), documentario di Silvano Agosti, 1980.[226]
- The God that Fled: Bhagwan Rajneesh, documentario della BBC girato dal giornalista Christopher Hitchens, 1980.
- Shree Rajneesh Ashram: This Commune, the Buddhafield, documentario prodotto da Ma Prem Samadhi e commentato da Sw Anand Subhuti, 1980.
- Death: The Greatest Fiction, documentario scritto e prodotto da Sw Anand Premlok e Samada Riedel, 1981.
- Fear is the Master, prodotto dalla Jeremiah Films, contiene rare immagini della Comune 'Rajneeshpuram', 1987.
- In loving gratitude to Bhagwan Shree Rajneesh: The rising moon, documentario a cura di Neo-Sannyas International e Osho International Foundation, 1987.[227]
- The Man Who Was God, documentario di Peter Bate, 1989
- The Manifesto for a New Man and a New Humanity, documentario di Sw Anand Harp e Sw Deva Mutribo (Rebel films), 1988.
- Bhagwan: My Dance is Complete, documentario prodotto e diretto da Bob Mullan, 1988.
- Rajneesh: Spiritual Terrorist, documentario della filmmaker australiana Cynthia Connop per la ABC TV/Learning Channel, 1989.
- Never Born, Never Died: Bhagwan Shree Rajneesh, documentario diretto e prodotto da Bob Mullan, 1989.
- Osho: 1931-1990, documentario diretto e prodotto da Bob Mullan, 1996.
- Boomtown und Bhagwan: Poona - das neue Indien, documentario tedesco prodotto da ARD-Studios Neu Delhi, 2007.
- Guru: Bhagwan, His Secretary & His Bodyguard, documentario svizzero di Sabine Gisiger e Beat Häner, 2010.
- Master: The Greatest Mystery, documentario prodotto dalla Osho World Foundation (Ma Dharm Jyoti e Sw Chaitanya Keerti), 2010?
- Sommer in Orange, film diretto da Marcus H. Rosenmüller sulla comunità bavarese ispirata al movimento di Osho, 2011.
- Rajneeshpuram (Oregon Experience), documentario della Oregon Public Broadcasting, 2012.
- Death of a Dream, documentario prodotto da Charlotte Arden (Gizmo Films), 2014.
- Fiore ribelle (Rebellious Flower), film biografico diretto da Krishan Hooda, 2016 (Menzione Speciale della Giuria al Salento International Film Festival 2015).
- Wild Wild Country, documentario Netflix, diretto da Chapman Way e Maclain Way, 2018 (vincitore del Premio Emmy come miglior serie documentaria o non-fiction).
- Operazione Socrate, documentario sulla morte di Osho, regia di Majid Valcarenghi e Ida Porta. Ed. RE NUDO, durata 47'.
- La mia vita con Osho: racconti da Ustica, documentario Blue Cinema Tv, diretto da Alessandra Arcieri, con Azima V. Rosciano, 2020.